# 1-ша танкова дивізія Лейбштандарте-СС «Адольф Гітлер»
1-ша танкова дивізія Лейбштандарте-СС «Адольф Гітлер» (нім. 1. SS-Panzerdivision "Leibstandarte SS Adolf Hitler"), також «Ляйбштандарт СС Адольф Гітлер» (нім. Leibstandarte SS Adolf Hitler, LSSAH) — військове з'єднання, елітна танкова дивізія Ваффен-СС, що діяла у складі СС в роки Другої світової війни. З'єднання вело свою історію від заснованого в 1923 році невеликого підрозділу особистої охорони Адольфа Гітлера. Після участі у невдалому пивному путчі було розформоване. У 1925 році сформований знову як підрозділ охоронців — «Шутцкоммандо», що потім став йменуватися «Штурмштаффель», а в листопаді — «Шутцштафель», скорочено СС. Восени 1933 року утворений підрозділ «СС-Зондеркоммандо Берлін» під командуванням Зеппа Дітріха. Спочатку мав чисельність полку, згодом за рахунок злиття з частинами посилення СС та бойовими підрозділами «Мертва голова» LSSAH поступово розрісся і врешті-решт перетворився на формування відбірних есесівців штатною чисельністю до танкової дивізії.
Ще до початку світового конфлікту «Ляйбштандарт СС Адольф Гітлер» залучався до найважливіших місій нацистської Німеччини: входив у Саарську область, окупував Австрію, Судети, Чехословаччину. З розв'язанням нацистами Другої світової війни брав участь у бойових діях на Східному та Західному фронтах, діяв на найзагрозливіших ділянках фронту, його сім раз передислоковували зі сходу на захід і зазвичай кидали на найнебезпечніші напрями. Брав участь у вторгненні в Польщу, Нідерланди, Францію, бився в Югославії та Греції. З початком німецько-радянської війни, діючи на південному фланзі фронту, бригада LSSAH змагалася в Україні, вела бої за Ростов. У 1943 році дивізія відіграла важливішу роль у відбитті у Рад Харкова, пізніше у битвах на Курській дузі та боях за Київ. Взимку 1944 року билася в Черкаському та Кам'янець-Подільському «мішках», сприяла деблокаді німецьких військ, що опинилися в оточенні Червоної армії. Влітку 1944 року діяла в Нормандії проти морського десанту союзників. У грудні 1944 року участь в останньому стратегічному наступі вермахту на Західному фронту, в операції «Вахт ам Райн» та у березні 1945 року в Угорщині — в останній наступальній операції на Східному фронті — в операції «Фрюлінгсервахен». Остаточно розгромлена в боях в Угорщині та Австрії, частково у Берліні.
За часи Другої світової війни вояки «Ляйбштандарт СС Адольф Гітлер» учинили численні жорстокості та воєнні злочини на території Польщі, Бельгії, Франції, Радянського Союзу та Італії. За оцінками дослідників у період 1939—1945 років вони сумарно стратили приблизно 5000 військовополонених, більшість — на Східному фронті.

## Історія з'єднання

### Попередники (1923—1933)
З початком активної діяльності нацистської партії (НСДАП) її керівництво зрозуміло, що для охорони партійних лідерів потрібний спеціальний підрозділ, що комплектуватиметься надійними та перевіреними людьми. Першим це зробив Ернст Рем. Він сформував з 19-ї гранатометної роти охоронний підрозділ, з якого незабаром розпочалося утворення Штурмових загонів або СА (нім. Sturmabteilung (SA)). На початку 1923 року Адольф Гітлер наказав сформувати невеликий окремий загін для власної охорони, який буде безпосередньо підпорядкований особисто йому і не входитиме до решти штурмових загонів. Спочатку загін мав лише вісім осіб, якими командували Юліус Шрек та Йозеф Берхтольд. Він отримав назву Штабна охорона (нім. Stabswache). Stabswache видали унікальні відзнаки, але на той час він все ще перебував у складі СА. Шрек відродив використання знаку «Тотенкопф» («голови смерті») як пізнавального знаку загону — символу, який раніше використовували різні елітні формування, зокрема спеціалізовані штурмові війська Німецької імперії в Першій світовій війні, що застосовували тактику інфільтрації генерала Оскара фон Гут'єра.

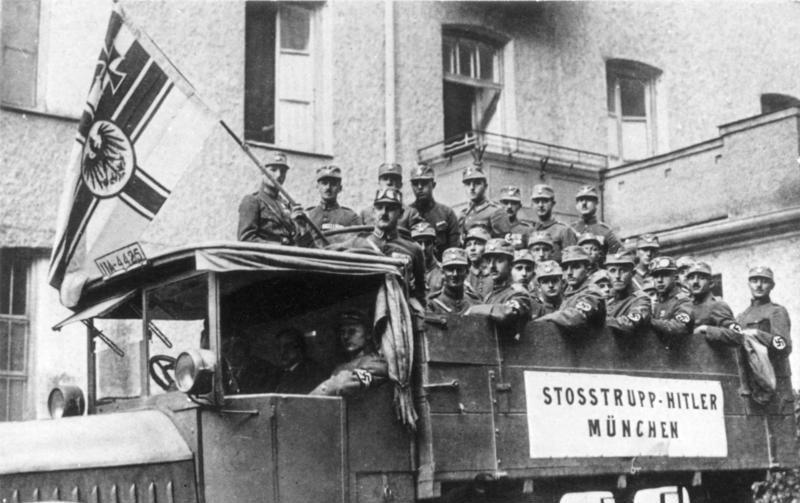
Штурмовий загін у ході Пивного путчу в Мюнхені. Листопад 1923

У травні 1923 року підрозділ перейменували на «Штосструп-Гітлер». Тоді підрозділ налічував не більше 20 осіб. 9 листопада 1923 року «Штосструп» разом із СА та кількома іншими нацистськими воєнізованими підрозділами в Мюнхені взяли участь у невдалому пивному путчі. Після провалу ходи Гітлер був ув'язнений, а його партія та всі пов'язані з нею організації, включаючи «Штосструп», були розформовані.

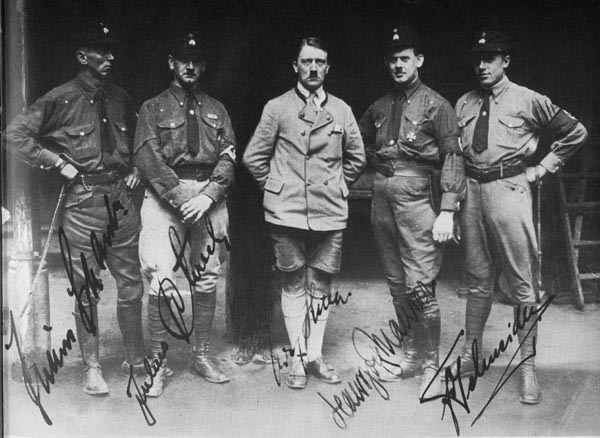
А.Гітлер з охоронцями «Шутцкоммандо». 1925

У 1925 році Гітлер наказав сформувати новий підрозділ охоронців — «Шутцкоммандо» (нім. Schutzkommando). Потім його перейменували на «Штурмштаффель» (нім. Sturmstaffel), а в листопаді — на «Шутцштафель» (нім. Schutzstaffel), скорочено СС. До 1933 року СС зросло з невеликого підрозділу охорони до формування, що налічувало понад 50 000 осіб. Було ухвалено рішення про формування нового підрозділу охорони, що знову отримав назву Stabswache і в основному складався з чоловіків з 1-го СС-штандарту.
| Назва                               | Час                          |
| ----------------------------------- | ---------------------------- |
| SS-Stabswache Berlin                | березень 1933 — травень 1933 |
| SS-Sonderkommando Zossen            | травень 1933 — вересень 1933 |
| Leibstandarte SS Adolf Hitler       | вересень 1933 — грудень 1934 |
| Leibstandarte SS Adolf Hitler (mot) | грудень 1934 — липень 1942   |
| SS-Division (mot) LSSAH             | липень 1942 — листопад 1942  |
| SS-Panzergrenadier-Division LSSAH   | листопад 1942 — жовтень 1943 |
| 1. SS-Panzer-Division LSSAH         | жовтень 1943 — травень 1945  |

До 1933 року цим підрозділом керував Зепп Дітріх. 17 березня 1933 року він відібрав 117 кандидатів для формування «СС-Штабвахе Берлін» (нім. SS-Stabswache Berlin), і незабаром замінив армійську охорону в рейхсканцелярії на своїх людей. З цієї групи особистих охоронців Гітлера першого набору врешті-решт троє стали командирами дивізій, принаймні вісім командирами полків, п'ятнадцять — командирами батальйонів, а понад тридцяти — командирами рот у військах СС. Одинадцять зі 117 охоронців першого набору здобули Лицарський хрест, а сорок з них були нагороджені німецьким хрестом у золоті за хоробрість.
У тому ж 1933 році було сформовано два навчальні підрозділи: 10 травня — «СС-Зондеркомандо Зоссен» та 8 липня — «СС-Зондеркомандо Ютербог». На той час це були єдині підрозділи у лавах СС, що проходили військову підготовку. Більшість персоналу до цих навчальних зондеркоманд перейшла з лав армії рейхсверу. 3 вересня 1933 року дві «Зондеркомандо» об'єдналися в «СС-Зондеркомандо Берлін» (нім. SS-Sonderkommando Berlin) під командуванням Дітріха. Їхніми основними функціональними обов'язками було забезпечення безпеки Гітлера в його резиденціях, під час публічних виступів, а також охорони рейхсканцелярії.

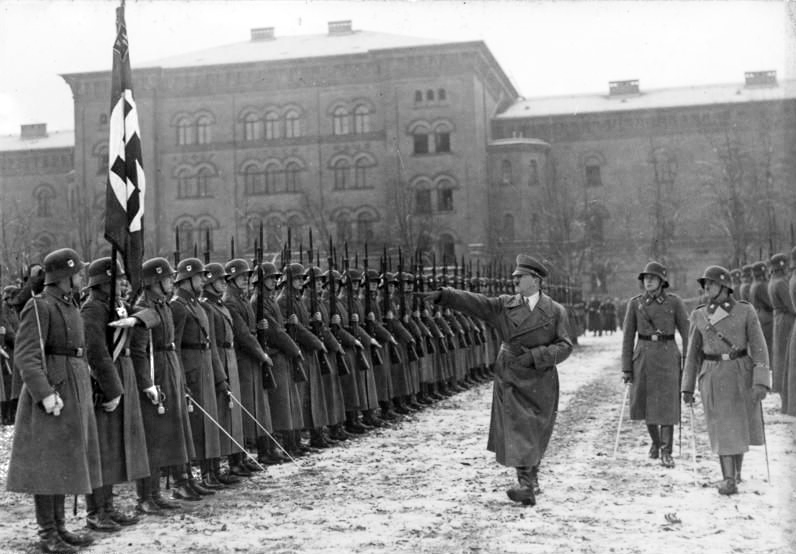
Адольф Гітлер приймає парад поблизу казарми «Ляйбштандарт Адольф Гітлер» (1935). У деяких офіцерів можна помітити почесні шпаги

### Початок і становлення
У листопаді 1933 року, до 10-ї річниці Пивного путчу, «Зондеркоммандо» взяли участь у мітингу та меморіальній службі за членами НСДАП, вбитими під час путчу. На церемонії члени «Зондеркомандо» присягнули Гітлеру на особисту вірність. На завершення підрозділ отримав нову назву «Ляйбштандарт Адольф Гітлер» (нім. Leibstandarte Adolf Hitler (LAH).

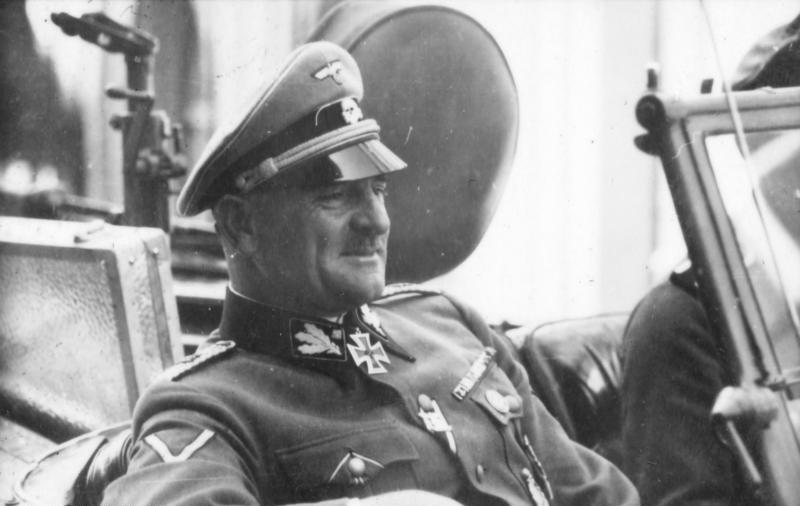
Перший командир «Ляйбштандарт СС Адольф Гітлер» СС-групенфюрер Йозеф Дітріх. Мец. Вересень 1940

13 квітня 1934 року рейхсфюрер-СС Генріх Гіммлер перейменував «Ляйбштандарт Адольф Гітлер» (LAH) у «Ляйбштандарт СС Адольф Гітлер» (LSSAH). Гіммлер вставив у назву літери СС, щоб було зрозуміло, що підрозділ незалежний від СА або армії. LSSAH вважався «націонал-соціалістичним» підрозділом, який із часом переріс у елітну танкову дивізію Ваффен-СС. Хоча номінально Гіммлер вважався керівником цього підрозділу, вся повнота влади належала Зеппу Дітріху, який переймався повсякденним управлінням LSSAH.
Протягом 1934 року начальник штабу СА Ернст Рем продовжував демонструвати свій вплив на політичну арену Німеччини, використовуючи свої і без того потужні СА. Вбачаючи у Ремі серйозну для себе загрозу, Гітлер вирішив ліквідувати СА як незалежну політичну силу, і наказав LSSAH підготуватися до акції. Юрґен Вагнер та Отто Рейх сформували з числа членів LSSAH дві роти, що 30 червня прибули до Мюнхена.
Гітлер наказав усім керівникам СА взяти участь у зустрічі в готелі «Ганзельбауер» у Бад-Вісзее, поблизу Мюнхена. Фюрер разом із Зеппом Дітріхом та зведеним загоном LSSAH вирушили до Бад-Вісзее, щоб 30 червня особисто контролювати арешт Рема. Пізніше, приблизно о 17:00, Дітріх отримав наказ від Гітлера підготувати з відданих людей LSSAH «розстрільну команду» і вирушив до в'язниці Штадельгайм, де утримували кількох лідерів СА. Там, у дворі в'язниці, спеціальна група LSSAH розстріляла п'ятьох генералів та оберста СА. Ще декілька потенційних «зрадників» були розстріляні підрозділом «Ляйбштандарта» в Берліні.
1 липня Гітлер остаточно домовився з Герінгом та Гіммлером про те, що Рем має бути страчений. У Ніч довгих ножів LSSAH разом з підрозділами гестапо та земельної поліції Герінга провели акції в ролі «загонів смерті». Щонайменше 85 німецьких високопосадовців СА, але, швидше за все, не менше ніж удвічі більше за цю кількість, були страчені без суду протягом наступних кількох днів.
Цією акцією Гітлеру вдалося ефективно обезголовити СА і усунути загрозу з боку Рема для власної влади. На знак визнання їхніх дій,як LSSAH, так і «земельна поліція» Герінга були розгорнуті до розмірів полків та моторизовані. Крім цього, СС стала незалежною організацією, яка більше не входила до складу СА.

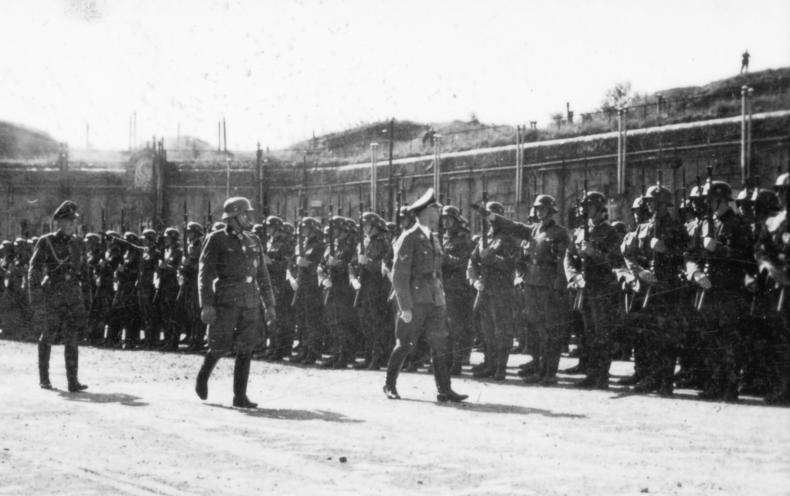
Генріх Гіммлер вітає вояків полку «Ляйбштандарт СС Адольф Гітлер». Мец. Вересень 1940

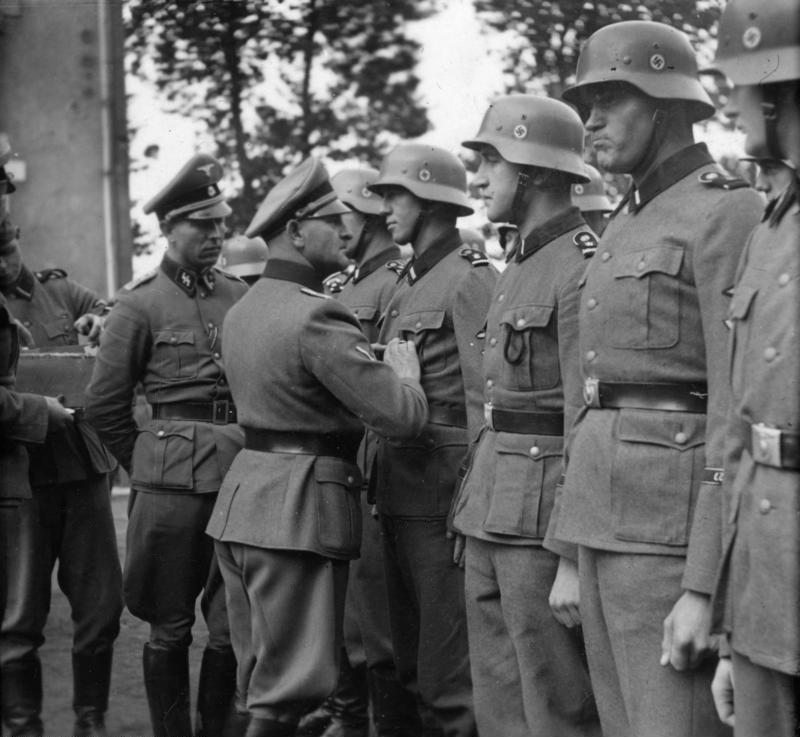
Командир полку «Ляйбштандарт СС Адольф Гітлер» СС-групенфюрер Йозеф Дітріх зі своїми солдатами. Мец. Вересень 1940

LSSAH продовжували виконувати свої прямі обов'язки, зокрема забезпечуючи почесну варту на багатьох Нюрнберзьких з'їздах НСДАП. В 1935 році елітний підрозділ брав участь в окупації Саарської області. 6 червня 1935 року LSSAH офіційно перейшли на сіро-польову форму «фельдграу», щоб більше ідентифікувати себе з армією вермахту, шо носила подібну форму. У березні 1938 року LSSAH були в авангарді походу на Австрію при проведенні аншлюсу, а в жовтні 1938 року підрозділ брав участь в окупації Судетської області.
| Час           | Чисельність |
| ------------- | ----------- |
| Січень 1935   | 2 531       |
| Січень 1936   | 2 650       |
| Січень 1937   | 3 177       |
| Січень 1938   | 3 607       |
| Грудень 1938  | 3 626       |
| Червень 1941  | 10 796      |
| Грудень 1942  | 20 844      |
| Грудень 1943  | 19 867      |
| Червень 1944  | 19 691      |
| Грудень 1944  | ~20 000     |
| 7 квітня 1945 | 1 582       |

До 1939 року «Ляйбштандарт СС Адольф Гітлер» став повноцінним піхотним полком із трьома піхотними батальйонами, артилерійським дивізіоном та протитанковими, розвідувальними та інженерними підрозділами. Незабаром після участі в анексії Богемії та Моравії LSSAH перейменували на моторизований полк «Ляйбштандарт СС Адольф Гітлер». Коли в середині 1939 року Гітлер наказав сформувати зі складу сил СС повноцінну дивізію, «Ляйбштандарту» почав формування власного підрозділу, на відміну від решти частин посилення СС (нім. SS-Verfügungstruppe (SS-VT). Кандидати до LSSAH проходили жорсткий відбір, зараховувалися лише військовослужбовці, що відповідали наступним вимогам: вік 23-30 років, зріст не менше 184 см, відмінна фізична підготовка, німецьке громадянство, арійське походження, відсутність приводів до поліції, крім того, потрібно було підтвердити вірність націонал-соціалістичній державі і не бути членом будь-якої конфесії.

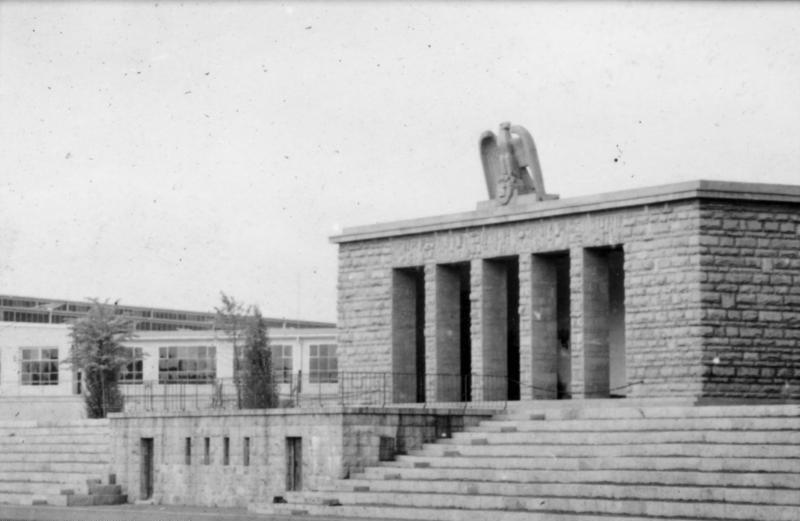
Казарми «Ляйбштандарт СС Адольф Гітлер»

За особистим розпорядженням фюрера LSSAH передали в підпорядкування командиру XIII армійського корпусу генералу Максиміліану фон Вайксу групи армій «Південь», що готувався до вторгнення в Польщу.

### Друга світова війна

#### Польська кампанія
Під час вторгнення до Польщі «Ляйбштандарт СС Адольф Гітлер» входив до складу 17-ї піхотної дивізії генерал-лейтенанта Герберта Лоха. Есесівці діяли на південному фланзі свого з'єднання. Полк взяв участь у кількох зіткненнях з польськими кавалерійськими бригадами, що намагалися атакувати ударне угруповання вермахту у фланг.
У містечку Паб'яниці поблизу Лодзі LSSAH зійшовся у запеклому бою з підрозділами польської 28-ї піхотної дивізії та Волинської кавалерійської бригади. Після боїв під Паб'яниці LSSAH був передислокований у район поблизу Варшави, де полк передали 4-ій танковій дивізії генерал-майора Георга-Ганса Рейнгардта. Есесівці вели активні дії, перешкоджаючи прориву оточених під столицею польських підрозділів, і відбили кілька спроб противника прорватися.
У Вересневій кампанії полк зазнав значних втрат — 108 загиблих, 292 поранених і 15 убитих унаслідок нещасних випадків. Рівень військових втрат був дещиця вищим, ніж в аналогічних формуваннях вермахту, при тому, що значну частку кампанії «Ляйбштандарт» активних наступальних дій не вів. Армійські генерали поспішили звинуватити частини СС в неефективності і відзначити низький рівень підготовки командного складу. Незважаючи на швидку військову перемогу над Польщею, керівництво сухопутними військами висловило сумніви щодо ефективності подальшого бойового застосування LSSAH та SS-VT через їхні великі втрати, що перевищували середньостатистичні армійські.
Разом з цим, у кампанії моторизований полк СС сумно прославився тим, що спалював польські села. Крім того, члени LSSAH вчинили розправи у численних польських містах, зокрема вбили 50 євреїв у Блоне та влаштували різанину 200 мирних жителів у Злочеві, у тому числі дітей, яких есесівці розстріляли з кулеметів. Масові страти також відбувалися у Болеславці, Тоженці, Ґоворові, Млаві та Влоцлавеку.

Штандарти «Ляйбштандарт СС Адольф Гітлер»

#### Французька кампанія
На початку 1940 року «Ляйбштандарт СС Адольф Гітлер» реформували до штатів повноцінного окремого моторизованого полку, до його складу увели батарею самохідних штурмових гармат «Штурмгешуц». Після нетривалого виконання окупаційних функцій у Богемії та Моравії перед початком операції «Гельб» його перевели на німецько-голландський кордон, до складу X армійського корпусу генерала артилерії Крістіана Гансена. Полк СС підпорядкували командиру 227-ї піхотної дивізії генерал-лейтенанту Фрідріху фон Вахтеру та посилили IV./SS-Art. Rg. Ця дивізія входила до авангарду ударного угруповання, що вторгалося в Нідерланди. Есесівський полк Дітріха отримав завдання прорвати основну лінію оборони голландської армії на напрямку Греббебергу, захопити стратегічно важливий міст через річку Ейссел, і в подальшому з'єднатися з десантниками 7-ї та 22-ї дивізій генерала Курта Штудента, що паралельно висаджувалися повітряним десантом на важливі об'єкти поблизу Гаагі.
10 травня 1940 року за планом операції «Гельб» розпочалося вторгнення Німеччини до Франції та Нижніх країн. У ранкові години LSSAH перетнув голландський кордон і подолавши понад 75 кілометрів, після того, як виявив, що визначена полку ціль — міст — зруйнований, захопив та забезпечив переправу через Ейссел поблизу Зютфена. Протягом наступних чотирьох днів LSSAH з боями подолав понад 215 кілометрів. Але на в'їзді до Роттердама стався інцидент, коли кілька есесівців обстріляли голландських солдатів, що здавалися в полон, і випадково важко поранили генерала Люфтваффе Штудента. Після капітуляції Роттердама «Ляйбштандарт» вирушив до Гааги, куди вони увірвалися 15 травня, захопивши при цьому 3500 голландських солдатів військовополоненими. Після капітуляції Нідерландів, 24 травня полк передислокували південніше на французький фронт, де вермахт фактично оточив війська противника під Дюнкерком.
Після відбиття британської контратаки в Аррасі підрозділи LSSAH, діючи разом із дивізією СС-«Верфюгунгс», закріпилися на позиціях по периметру навколо Дюнкерка. Головним завданням есесівським частинам визначалося активними діями зменшити кільце оточення, в якому опинилися британські експедиційні сили та французькі війська. Формування LSSAH зайняли позицію в 25 км на південний захід від Дюнкерка біля Ваттана вздовж лінії каналу Аа. Тієї ночі ОКВ наказало зупинити наступ. Вночі есесівці зупинилися на визначеному рубежі, однак наступного дня, 25 травня, всупереч наказам Гітлера, Дітріх наказав своєму 3-му батальйону перетнути канал і захопити Ваттанбергські висоти, на яких облаштувалися британські артилерійські спостерігачі, які координували вогонь союзної артилерії. Німці форсували перешкоду й атакували висоти, звідкіля вибили ворожих спостерігачів. Але Дітріх замість того, щоб бути покараним за акт непокори й пряме порушення наказу фюрера, був нагороджений Лицарським хрестом Залізного Хреста.
26 травня німецький наступ на Дюнкеркський плацдарм відновився. До 28 травня LSSAH захопив село Ворму, в 16 км від Дюнкерка. Союзні війська, зокрема 2-го батальйону Королівського Ворікширського полку разом із деякими іншими підрозділами (включаючи французьких солдатів), склали зброю та були зачинені в сараї біля Ла-Плейн-о-Буа поблизу Ворму та Ескельбека. Саме там 28 травня 2-й батальйон LSSAH під командуванням СС-гауптштурмфюрера Вільгельма Монке вчинили різанину, вбивши 80 британських та французьких військовополонених.
Після перегрупування німецьких військ полк передали до складу XIV моторизованого корпусу танкової групи Клейста. 6 червня 1940 року розпочався другий етап наступу німецьких військ у Франції. Лінію фронту було прорвано, і вже 14 червня 1940 року Париж капітулював, уся оборона французької армії розсипалася, темп наступу німецьких військ стримувала лише відстань, яку могли пройти моторизовані частини за день. 24 червня 1940 року «Ляйбштандарт» захопив Сент-Етьєн, що став найпівденнішою точкою німецького просування у Франції до переможного завершення усієї кампанії на Західному фронті. На той час уже було підписано Комп'єнське перемир'я, і XIV моторизований корпус продовжував рух французьким узбережжям до іспансько-французького кордону. Втрати «Ляйбштандарт» за Західну кампанію були доволі значними: 111 убитими і 390 пораненими.
Протягом червня-липня 1940 року полк LSSAH виконував окупаційні функції на демаркаційній лінії, а на початку серпня зосередився в Меці, де був переданий командиру XXXXV командування особливого призначення генералу від інфантерії Курту фон Грайффу. У Лотарингії полк пройшов повний цикл відновлення боєздатності та переформування, перетворившись на «посилений полк Ляйбштандарт СС Адольф Гітлер» (нім. verstärkte Leibstandarte SS-Adolf Hitler).
Спочатку планувалося надати LSSAH провідну роль у запланованому вторгненні до Британії. Щоб підготуватися до майбутнього вторгнення, есесівські підрозділи активно тренувалися у веденні десантних дій на річці Мозель. До кінця 1940 року «Ляйбштандарт СС Адольф Гітлер» збільшили до бригади з 8 батальйонами повного складу загальною чисельністю 6500 військовиків, хоча його назва не відображала цих змін. Серед підрозділів, уведений до штату LSSAH, були зенітний дивізіон та батарея StuG. У вересні 1940 року Генріхом Гіммлером був представлений новий прапор частини.

#### Балканська кампанія
Після невдачі Люфтваффе в битві за Британію та скасування запланованого вторгнення у березні 1941 року LSSAH передислокували до Румунії в рамках підготовки до операції «Маріта», яка була частиною запланованого вторгнення до Греції та Югославії. 5 березня есесівці прибули до Ботень і до 22 березня передислокувалися південніше до Болгарії, де зосередилися в районі болгарських міст Ботевград-Радомир-Кюстендил поблизу югославського кордону. «Ляйбштандарт СС Адольф Гітлер» увійшов до сил XXXX моторизованого корпусу генерала Георга Штумме 12-ї армії генерал-фельдмаршала Вільгельма Ліста.

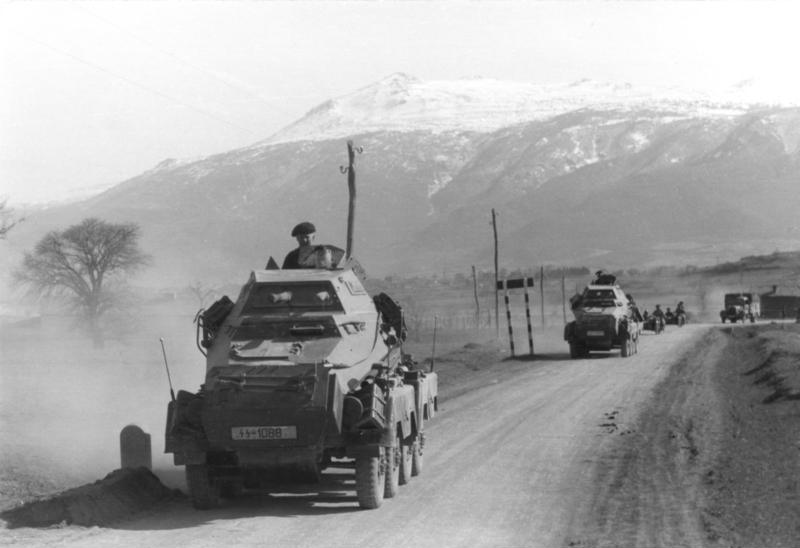
Колона бронеавтомобілів Sd.Kfz. 231 (8-Rad) полку «Ляйбштандарт СС Адольф Гітлер» на марші. Балкани. Квітень 1941

6 квітня 1941 року авіаційними ударами по об'єктах у Югославії, особливо по Белграду, розпочалася операція «Ауфмарш 25» з вторгнення німецької армії до Королівства. У тісній взаємодії з 9-ю танковою дивізією генерал-лейтенанта Альфреда фон Губіцкі «Ляйбштандарт СС Адольф Гітлер» завдали удару через Скоп'є на Козані, та, перетнувши кордон поблизу Битоли, увірвалися вглиб грецької території, де вщент розгромили бронебригаду зведеного австралійсько-британсько-новозеландсько-грецького корпусу, так званого «угруповання Маккея». Підсилений розвідувальний батальйон СС-штурмбанфюрера Курта Меєра отримав бойовий наказ опанувати стратегічно важливий перевалі Клисура в Пінді, що з'єднує Північну Грецію з Центральною. Есесівці мали збити оборонні позиції противника на перевалі та прорватися далі на південний захід від Веві до району Касторія, щоб відрізати відступаючі сили Греції та Британської Співдружності у центр країни. Незважаючи на жорсткий опір, підрозділ Меєра захопив перевал.
З проривом позицій союзників на двох перевалах основна лінія оборони грецької Епірської армії була прорвана, і подальші бойові дії перетворилися на втечу союзних військ на південь та намагання німців не допустити цього.
20 квітня, після генеральної битви за 1500-метровий перевал Мецово у горах Пінд, командувач грецької Епірської армії Георгіос Цолакоглу склав зброю перед силами Дітріха. Війська Британської співдружності тепер були єдиними силами союзників, що залишилися в Греції і вони поспіхом відступали через Коринфський канал на південь до Пелопоннесу. До 26 квітня LSSAH дійшов до затоки Патри і, намагаючись зупинити відступаючі сили британців та їхніх союзників, Дітріх наказав своєму полку переправитися через затоку і захопити місто Патри на Пелопоннесі. Оскільки транспортних суден не було, підрозділи СС скористалися трофейними рибальськими човнами та успішно здійснили переправу, але змушені були залишити значну частину свого важкого спорядження. До 30 квітня останні війська Британської співдружності були або захоплені в полон або врятувалися, встигнувши відступити та евакуюватися флотом на Крит. На параді перемоги, що пройшов в Афінах, LSSAH займали почесну позицію. Після операції «Маріта» LSSAH було наказано переміститися на північ у розпорядження групи армій «Південь», що готувалася до операції «Барбаросса».

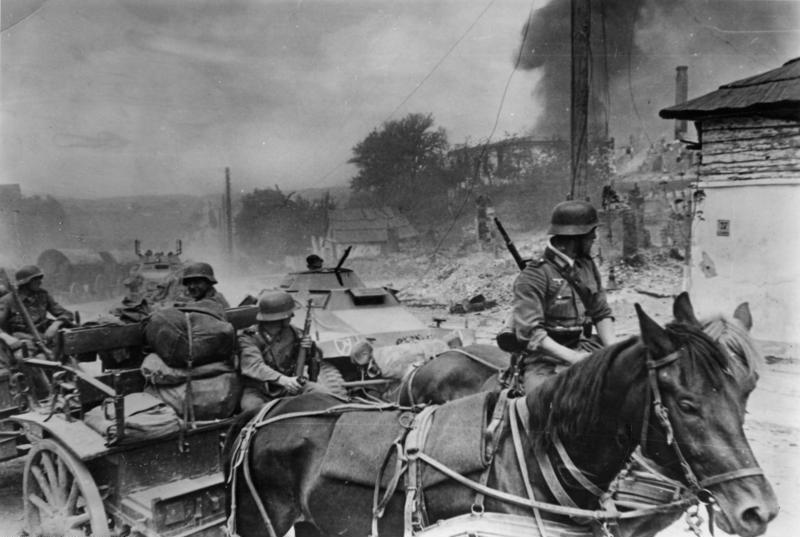
Бронетехніка LSSAH та артилерія вермахту на кінній тязі рушить повз українського села. 15 серпня 1941

#### Операція «Барбаросса»
За результатами успішної участі «Ляйбштандарт СС Адольф Гітлер» в операції «Маріта» Гіммлер наказав розгорнути його до дивізії. Полк, що по-суті вже мав структуру посиленої бригади, мав провести організаційно-штатні зміни, доотримати необхідну бронетехніку та моторизований транспорт і в такий спосіб перепрофілюватися в моторизовану дивізію СС «Ляйбштандарт СС Адольф Гітлер». У середині травня частину перевезли до Чехословаччини для реорганізації, після чого передислокували до Польщі для участі в операції «Барбаросса». Часу на проведення повного реформування бракувало, не вистачало важкого озброєння до початку вторгнення в Радянський Союз, тому нова дивізія залишалася розміром із посилену бригаду, хоча її розгортання було під пильною увагою найвищих чинів нацистської Німеччини. 20 червня начальник Генерального штабу ОКГ генерал Франц Гальдер зазначив, що «Ляйбштандарт СС Адольф Гітлер» «не буде готова вчасно через нестачу озброєння та військової техніки».
22 червня 1941 року нацистська Німеччина за підтримки держав-сателітів розпочала масоване вторгнення до Радянського Союзу на колосальному просторі від берегів Балтійського моря до румунського кордону. Моторизована бригада «Ляйбштандарт СС Адольф Гітлер», що напередодні операції перебувала в другому ешелоні 1-ї танкової групи, була зосереджена в районі Рудка-Островець. 27 червня, діючи у складі XIV моторизованого корпусу, бригада здійснила марш до Красника і 30 червня її підрозділи перетнули радянський кордон. Есесівці брали участь у танковій битві в районі Дубно — Луцьк — Броди, прикриваючи фланги танкових дивізій III моторизованого корпусу. З'єднання Південно-Західного фронту генерал-полковника Кирпоноса М. П., не зумівши зупинити німецькі війська, відходили до лінії укріплень вздовж старого радянського кордону.

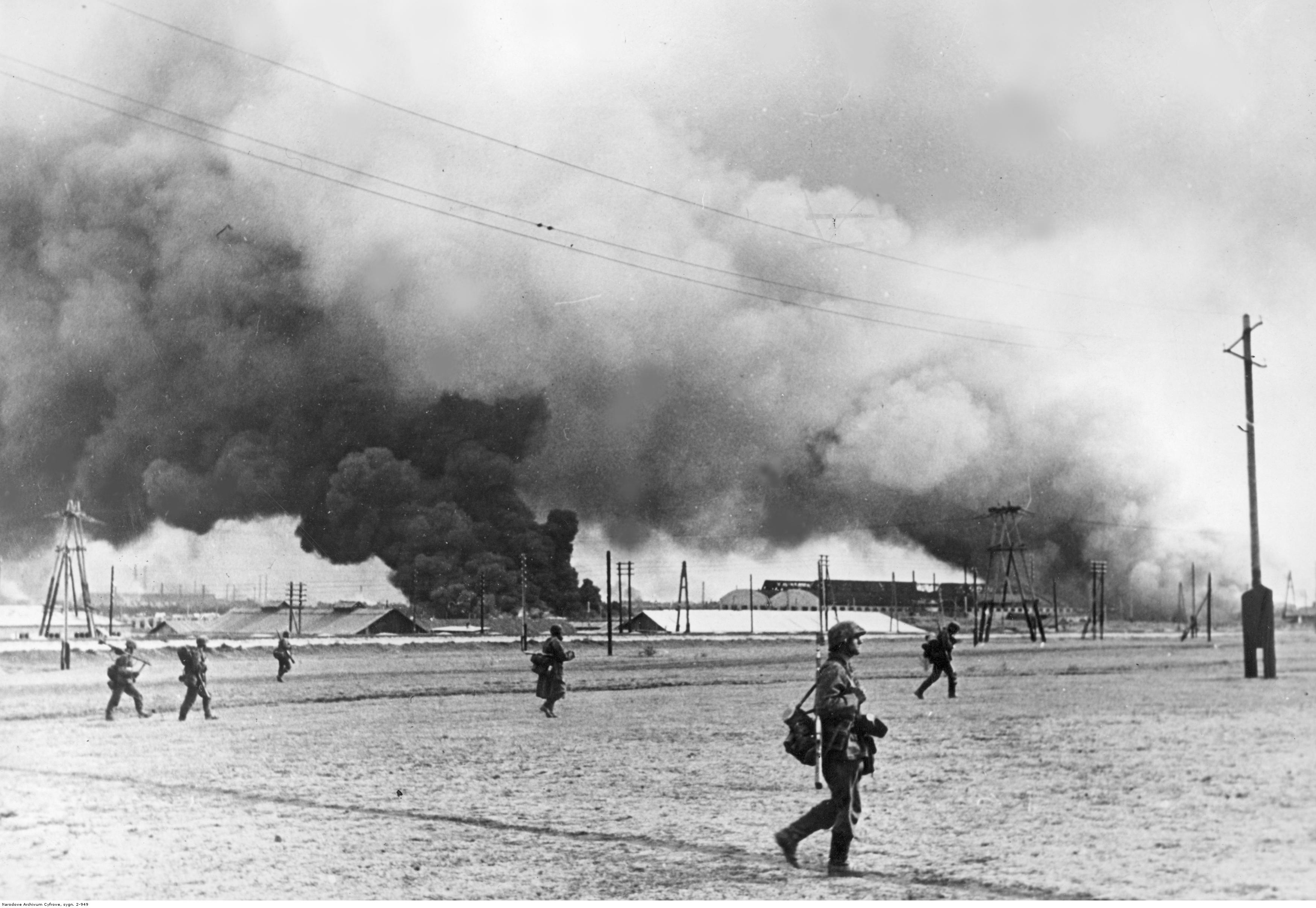
Підрозділ LSSAH у наступі поблизу Таганрога. Жовтень 1941

5 липня 1941 німецькі моторизовані частини, зламавши опір радянських військ на підготовлених рубежах, прорвалися на оперативний простір. LSSAH передали на посилення 13-й танковій дивізії генерал-майора Вальтера Дюферта, що наступала на Житомир. Наприкінці липня з'єднання було перекинуто в район Умані, де взяло участь в операції з оточення з'єднань Південного фронту.
1 серпня 1941 року дві радянські армії (6-та і 12-та армії) були відрізані від основних сил. Командувач військами Південного фронту генерал Тюленєв І. В. дав вказівку оточеному угрупованню пробиватися на схід через Новоархангельськ, який утримували підрозділи «Ляйбштандарту». Радянські війська протягом п'яти днів штурмували есесівські позиції, але так і не змогли прорвати оборону. У полон потрапили близько 100 тисяч осіб, зокрема і командувачі обома арміями генерали Музиченко І. М. і Понеделін П. Г. Після ліквідації уманського мішку LSSAH брав участь у наступі на Херсон, який 19 серпня 1941 року був захоплений формуваннями Ваффен-СС після триденних вуличних боїв.
Наприкінці серпня з'єднання передали XXXXVIII моторизованому корпусу, але незабаром відвели з лінії фронту, давши короткий час на відпочинок та відновлення боєздатності.
3 вересня 1941 року LSSAH передали в розпорядження командувачу 11-ї армії, а 12 вересня моторизована бригада СС, підпорядкована LIV армійському корпусу, взяла участь у важких боях за прорив оборонних позицій Червоної армії на Перекопі. Командувач армією генерал від інфантерії Еріх фон Манштейн планував використати своє єдине моторизоване формування для потужного удару на Севастополь. За його задумом бригада після прориву укріплених позицій радянських військ на Перекопському перешийку мала прориватися вперед, але ситуація кардинально змінилася, коли у фланг німецькій армії завдали контрудар радянські 9-та та 18-та армії Південного фронту. Тому 29 вересня «Ляйбштандарт СС Адольф Гітлер» довелося терміново здійснити перекидання своїх підрозділів на схід Запорізької області для ліквідації прориву Червоної армії поблизу села Балки.

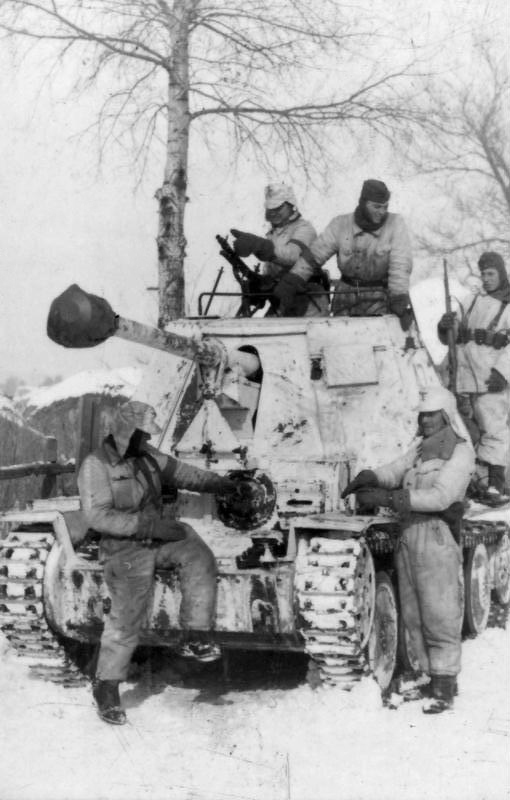
Солдати дивізії СС «Адольф Гітлер» поряд із протитанковою САУ Marder III. Україна. Район Харкова. Лютий 1943

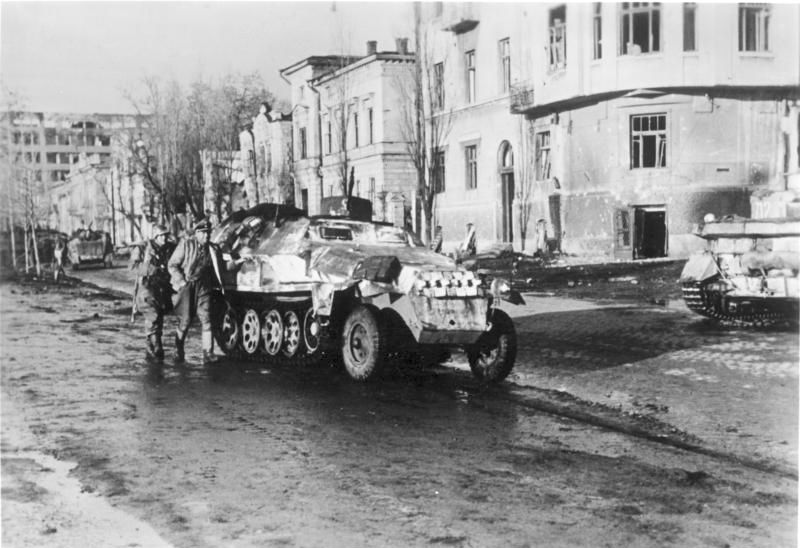
Командир 1-го панцергренадерського полку СС СС-штандартенфюрер Фріц Вітт під час вуличних боїв у Харкові. Березень 1943

Війська групи армій «Південь», відбивши слабо організований контрудар у фланг, силами 1-ї танкової групи і частинами 11-ї армії успішно провели операцію з оточення 18-ї армії Південного фронту. LSSAH наступала на Мелітополь, далі просувалася на Якимівку, вела бойові дії за Федорівку та Терпіння. Потім моторизованій бригаді СС довелося атакувати на Маріуполь і пізніше битися з радянськими військами на просторі між Маріуполем та річкою Міус.
7 жовтня частини моторизованої бригади «Ляйбштандарт СС Адольф Гітлер», наступаючи вздовж узбережжя Азовського моря, біля села Осипенко з'єдналися з частинами 1-ї танкової групи фон Кляйста, що наступала з півночі, по тилах 18-ї армії. Оточені 18-та і 9-та армії Червоної армії виявилися притиснуті до моря і зазнали величезних втрат. Рештки радянських армій, кинувши важке озброєння, відступили на схід: 18-та армія — на Сталіно, 9-та — на Таганрог. У полон потрапило близько 100 тис. червоноармійців.
У жовтні LSSAH перевели на північ, включивши до складу III моторизованого корпусу генерала кавалерії Ебергарда фон Маккензена, щоб допомогти зміцнити лінію зіткнення сторін у смузі оборони 3-ї румунської армії, яку постійно атакували радянські сили. У жовтні-листопаді 1941 року вона взяла участь у важких боях за Ростов-на-Дону. Бригада діяла на вістрі головного удару, 17 жовтня підрозділи «Ляйбштандарт СС Адольф Гітлер» увірвалися в Таганрог, а через місяць, за підтримки танкового батальйону 13-ї танкової дивізії, в Ростов-на-Дону, де есесівці захопили понад 10 000 червоноармійців полоненими. Однак до кінця року німецький тиск сповільнився, оскільки радянський опір посилювався.
17 листопада радянські війська Південного фронту розпочали контрнаступальну операцію, завдавши удар у фланг і тил ударного угруповання 1-ї танкової армії вермахту. Німецьке командування було змушене поспіхом зміцнювати оборону на рубежі річки Тузлів, перекинувши танкові з'єднання з-під Ростова та словацьку Швидку дивізію з північного узбережжя Азовського моря. 27 листопада ударне угруповання Червоної армії завдало фронтального удару по Ростову, де оборону тримала моторизована бригада «Ляйбштандарт СС Адольф Гітлер» і німці, опинившись під загрозою оточення, змушені були відвести свої війська з міста. 29 листопада радянські війська визволили Ростов-на-Дону від окупантів і відігнали їх, хоча німцям вдалося закріпитися та створити оборонний рубіж на річці Міус (Міус-фронт).

#### 1942
До кінця 1941 та на початку 1942 року моторизована бригада «Ляйбштандарт СС Адольф Гітлер», що втратила близько 50 % свого бойового складу, продовжувала перебувати в позиційній обороні на Міус-фронті. Основною функцією ослабленого з'єднання було забезпечення берегової оборони поблизу Маріуполя уздовж берегової лінії Азовського моря. 21 лютого 1942 року Гітлер особисто наказав відвести його улюбленців на військовий полігон Сенне (нім. Truppenübungsplatz Senne) біля Падерборна на відновлення боєздатності та реорганізацію до повнокровної панцергренадерської дивізії. Однак у зв'язку зі складністю обстановки на Східному фронті та браком резервів у вермахті бригада продовжувала перебувати на південному фланзі Східного фронту ще до липня. Лише один з батальйонів бригади у лютому на кілька місяців був перекинутий під Ленінград і включений до складу групи армій «Північ» Георга фон Кюхлера.

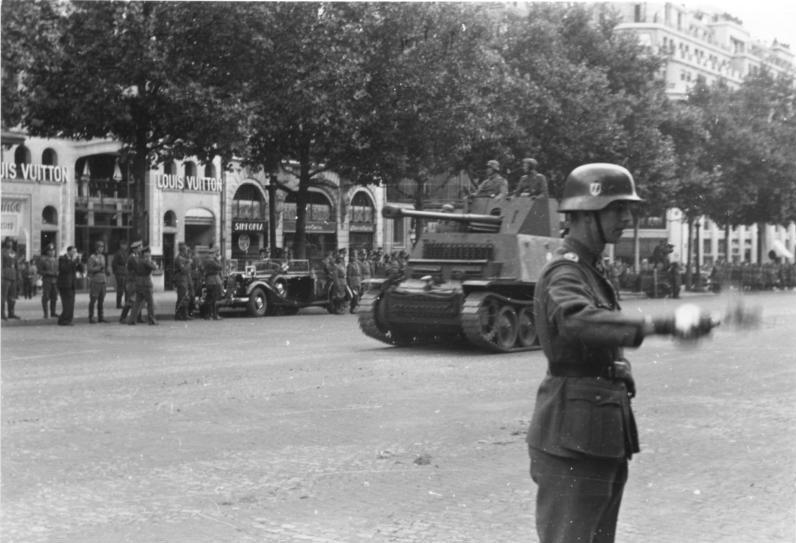
75-мм протитанкова САУ Marder II бригади «Ляйбштандарт» на параді на Єлисейських Полях. Париж. Серпень 1942

Завдяки зусиллям рейхсфюрера-СС Генріха Гіммлера три бригади Ваффен-СС: «Ляйбштандарт СС Адольф Гітлер», «Дас Райх» та «Тотенкопф» на початку липня 1942 року відвели з лінії фронту та відправили до Франції, де розпочиналося формування танкового корпусу СС на чолі із СС-обергрупенфюрером Паулем Гауссером. 26 липня 1942 року бригада «Ляйбштандарт СС Адольф Гітлер» прибула у Версаль поблизу Парижа, де розпочала процес повної реорганізації та приведення до штату панцергренадерської дивізії. В новій дивізії формувався повноцінний танковий полк, а не лишень танковий батальйон, як у панцергренадерських дивізіях за штатним розкладом. Це означало, що ці три дивізії СС фактично стали танковими дивізіями в повному складі, окрім назв. Дивізія також отримала дев'ять танків «Тигр» у 13-тю (важку) танкову роту 1-го танкового полку СС. До кінця того ж року частини корпусу знаходилися на території окупованої Франції.
10 грудня 1942 року бригаду отримала нову назву — панцергренадерська дивізія СС «Ляйбштандарт СС Адольф Гітлер» (нім. SS-Panzergrenadier-Division Leibstandarte SS Adolf Hitler), а моторизовані полки, що з літа формувалися у складі дивізії, стали панцергренадерськими. За штатом дивізія нараховувала вже 21 тисячу осіб.

#### Третя битва за Харків
Тим часом на південному фланзі німецько-радянського фронту склалася катастрофічна ситуація. Після оточення 6-ї армії генерал-полковника Фрідріха Паулюса у Сталінграді та фактичного розвалу усього фронту через потужний контрнаступ Червоної армії на Кавказі, Дону та Кубані війська групи армій «Дон» генерал-фельдмаршала Еріха фон Манштейна опинилися на межі краху. Радянські війська, завдавши нищівних втрат вермахту і особливо їхнім союзникам італійцям, румунам, угорцям та словакам, повернули втрачені влітку 1942 року території і продовжили рішучий наступ на захід. У цій ситуації фон Манштейн запросив у Гітлера посилення для протистояння радянській загрозі захоплення Харкову.
Наприкінці січня 1943 року LSSAH у складі корпусу прибула на Східний фронт і відразу вступила в бої за Харків. Підрозділи «Ляйбштандарту» зайняли оборону по рубежу річки Сіверський Донець, намагаючись зупинити наступ основних сил 3-ї танкової армії генерал-лейтенанта танкових військ Рибалко П. С., котра завдавала удару з південно-східного напрямку. Після кількох днів боїв опір частин СС було зламано, водна перешкода форсована радянськими військами. Німецькі війська, що відступили до Харкова, організували міцну оборону і почали завдавати контрудари. Основні сили дивізії «Ляйбштандарт СС Адольф Гітлер» стали ядром рухомої групи, яка зупинила прорив 6-го гвардійського кавалерійського корпусу. Одночасно створеній на основі одного з батальйонів дивізії бойовій групі Пайпера вдалося в ході рейду по радянських тилах деблокувати і вивести з оточення залишки 320-ї піхотної дивізії вермахту генерал-майора Георга-Вільгельма Постеля.

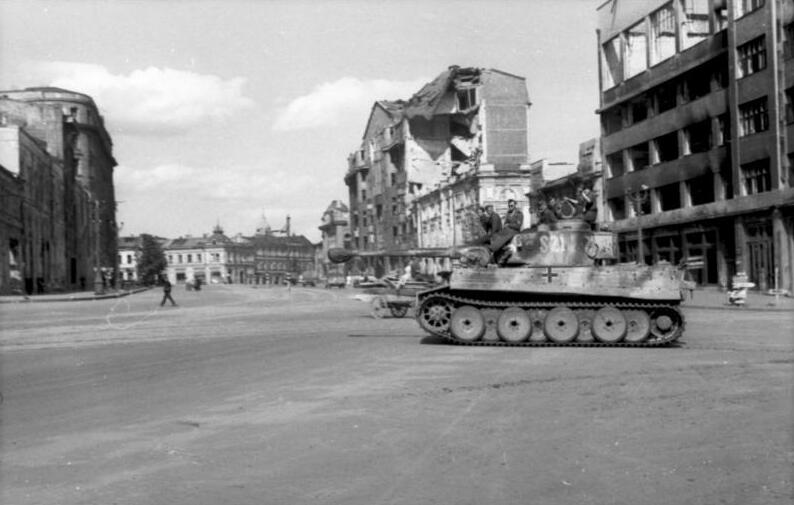
Німецький PzKw VI «Тигр» на майдані Рози Люксебург. Харків. Березень 1943

15 лютого 1943 року, опинившись під загрозою оточення, есесівський танковий корпус вимушено відступив з-під Харкова до району Краснограда, де почав підготовку до запланованого німецьким командуванням контрнаступу.
У березні 1943 року дивізія взяла участь у відвоюванні Харкова. 12 березня 1943 року LSSAH, прорвавши радянську оборону в північних передмістях, просунулася до центру міста. До кінця дня дивізія дійшла до позиції всього за два квартали на північ від площі Дзержинського. 2-й батальйон 2-го панцергренадерського полку, попри значні втрати від радянських снайперів та інших захисників міста, до вечора зміг оточити площу. Після опанування цієї площі її було перейменовано на «Platz der Leibstandarte». Незважаючи на заяву про те, що місто опановане, бої в Харкові точилися ще 15 та 16 березня, коли німецькі підрозділи очищали залишки радянського спротиву в комплексі будинків Харківського тракторного заводу на південній околиці міста.
17 березня місто було остаточно захоплене нацистами. Перебуваючи у Харкові, есесівські війська брали участь у вбивствах поранених радянських солдатів, які знаходились у міському військовому госпіталі; кілька сотень було вбито. Крім того, полонених радянських офіцерів та комісарів регулярно страчували, в разі їх захоплення вояками дивізії СС. Захоплений діями своєї лейб-гвардії Гітлер через два дні нагородив Зеппа Дітріха Лицарським хрестом з дубовим листям і мечами.
Після затятих боїв за Харків, де панцергренадерська дивізія СС «Ляйбштандарт СС Адольф Гітлер» зазнала втрату 4,5 тис. вояків, її відвели у тил на відновлення боєздатності та поповнення. СС-обергрупенфюрер та генерал Ваффен-СС Йозеф Дітріх почав формування у Ліхтерфельде нового танкового корпусу — 1-го танкового корпусу СС «Ляйбштандарт Адольф Гітлер», і багато офіцерів LSSAH перейшли до нового штабу на вищі посади. Одночасно за рішенням Гітлера СС-оберфюрер Фріц Вітт почав формування нової дивізії СС із членів Гітлер'югенду, і на посади командирів полків, батальйонів та більшості рот нового з'єднання перейшли бойові офіцери з LSSAH. Незабаром ця дивізія стала 12-ю танковою дивізією СС «Гітлерюгенд».
Під час боїв за Харків підрозділ під командуванням Йоахіма Пайпера отримав прізвисько «батальйон паяльної лампи», після того як жителі двох радянських сіл були розстріляні або спалені. За свідченням вцілілого свідка Івана Кисельова, якому на момент різанини було 14 років, 17 лютого 1943 року есесівці влаштували масові вбивства мирян у селах Єфремівка та Семенівка. Приводом такої жорстокості стало поранення відступаючими радянськими військами двох офіцерів СС. Через п'ять днів на знак помсти військовики LSSAH вбили 872 чоловіків, жінок та дітей. Близько 240 з них були спалені живцем у церкві в Єфремівці.

#### Битва на Курській дузі
У ході зимового наступу Червоної армії і контрнаступу вермахту у центрі радянсько-німецького фронту утворився виступ завглибшки до 150 і шириною до 200 кілометрів, обернений у західну сторону (так звана «Курська дуга»). Німецьке командування ухвалило рішення провести стратегічну операцію на Курському виступі. Для цього була розроблена і у квітні 1943 року затверджена військова операція під кодовою назвою «Цитадель». Задумом операції планувалося завдати з районів Орла і Бєлгорода потужні удари, що сходяться східніше Курська, та в такий спосіб оточити та знищити радянську угруповання в «курському виступі». Терміни операції неодноразово переносилися, Гітлер вимагав забезпечити максимально масоване застосування нових важких танків PzKpfw V «Пантера», випуск яких постійно затягувався. Так, особовий склад 1-го танкового батальйону LSSAH повністю відбув до Німеччини для отримання «Пантер» і в Курській битві участі не брав. II танковому корпусу СС відводилася вирішальна роль у планах командування групи армій «Південь», тому його з'єднання масово переозброювалися на нову військову техніку і являли собою потужну силу.

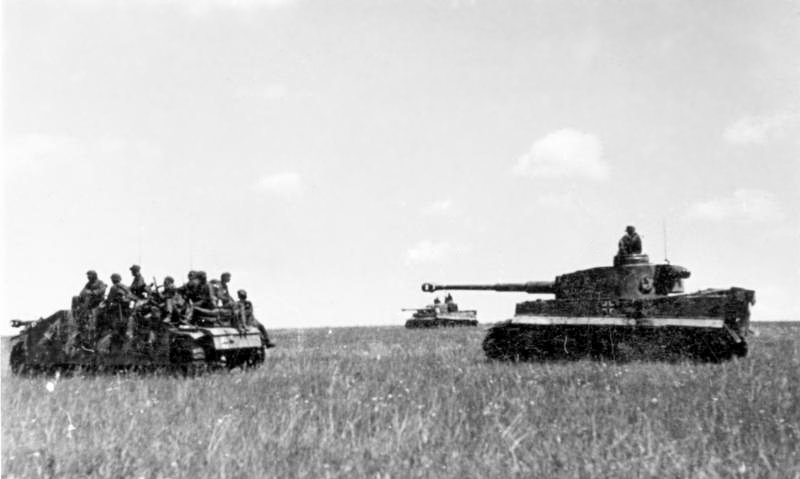
Висування танкових підрозділів Ваффен-СС на вихідний рубіж для наступу. Операція «Цитадель». Липень 1943

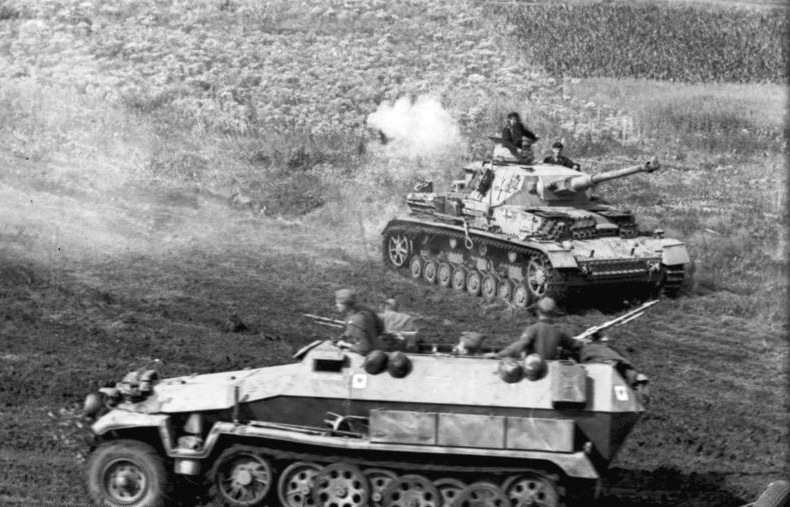
Німецькі середній танк Panzer IV і бронетранспортер Sd.Kfz. 251. Операція «Цитадель». Липень 1943

4 липня 1943 року СС-оберфюрер Теодор Віш очолив командування панцергренадерської дивізії СС «Ляйбштандарт СС Адольф Гітлер». За станом на цей день перед початком операції «Цитадель» у дивізії налічувалося 12 танків PzKw VI «Тигр», 72 танки PzKw IV, 16 — PzKw III і PzKw II, а також 31 самохідна штурмова гармата Sturmgeschütz III; більше, ніж у будь-якій танковій дивізії вермахту (за винятком дивізії «Гроссдойчланд», що на той момент була найпотужнішим танковим з'єднанням Третього рейху). Причому всі 12 «Тигрів» перебували у недавно сформованій 13-ій роті важких танків 1-го танкового полку СС.
Дивізія, що входила до складу II есесівського танкового корпусу СС-обергрупенфюрера Пауля Гауссера, за планом мала наступати на ділянку оборони 52-ї гвардійської стрілецької дивізії (на ділянці хутору Яхонтов).
5 липня 1943 року вермахт розпочав наступ на «курському виступі». Основний удар з південного напрямку курської дуги завдавався силами 4-ї танкової армії в напрямку Корочі і Обояні. Танковий корпус СС атакував у смузі оборони 23-го гвардійського стрілецького корпусу 6-ї гвардійської армії Воронезького фронту. «Ляйбштандарт», діючи спільно з дивізією СС «Райх», до кінця першого дня наступу вклинилися в оборону 6-ї гвардійської армії на глибину 12-13 км на ділянці Биківка — Козьмодем'янівка. При цьому дивізії II танкового корпусу СС зуміли прорвати на всю глибину перший рубіж оборони радянських військ, відтіснивши частини 52 гвардійської стрілецької дивізії, і підійшли безпосередньо до другого рубежу оборони, займаному 51 гвардійською стрілецькою дивізією, вступивши в бій з її передовими частинами.
6 липня дивізії СС «Ляйбштандарт СС Адольф Гітлер» (99 танків, 23 САУ) і «Райх» (121 танк, 21 САУ) мали завдання продовжувати якнайшвидший прорив другого рубежу оборони біля села Яковлєво і вийти до лінії закруту річка Псел — с. Тетеревино.
Близько 9:00 6 липня 1943 року після потужної артпідготовки за безпосередньої підтримки близько 150 літаків VIII авіакорпусу генерала авіації Мартіна Фібіга дивізії II танкового корпусу СС перейшли в наступ, завдаючи головного удару на ділянці фронту, яку обороняли два стрілецькі полки. Наступ «Ляйбштандарта» на обоянському напрямку в першій половині дня 6 липня розвивався не так вдало, як у «Райх», що було обумовлено більшою насиченістю радянської артилерією їхньої ділянки прориву. Також своєчасні контрудари двох танкових бригад 3-го механізованого корпусу 1-ї танкової армії генерала Катукова М. Ю., а також наявність в її смузі наступу добре укріпленого села Яковлєво, у вуличних боях в якому на деякий час загрузли головні сили дивізії, включаючи її танковий полк, вплинули на результати прориву.
Командування Воронезького фронту вжило поспішних заходів по ліквідації прориву, що утворився в другому рубежі оборони фронту в результаті прориву есесівського танкового корпусу. Два танкових корпуси: 5-й гвардійський Сталінградський та 2-й гвардійський Тацинський танкові корпуси були перекинути на загрозливий напрямок для проведення контрудару під основу наступаючого клину противника, саме у фланг дивізії «Ляйбштандарт».
7 липня у смузі наступу LSSAH розгорнулися найбільш запеклі бої. Дивізія Віша вперто рвалася в напрямку Великі Маячки, Малі Маячки, Грязне, прагнучи вийти до закруті річки Псел. Тут йому протистояв 31-й радянський танковий корпус. Відкинувши 100-ту танкову бригаду, есесівці увірвалися у Великі Маячки, а в другій половині дня взяли село Грязне. У цей день подальше просування «Ляйбштандарт» було зупинено, хоча їй і вдалося вийти в район села Красний Октябрь. Але, завдяки введенню в бій танкових резервів радянське командування створило такі умови, за яких, прорвавши другу смугу оборони, танковий корпус СС був повністю скутий боями на всіх напрямках.
Протягом 8-10 липня LSSAH, активно долаючи спротив радянських танкових угруповань, до кінця 10 липня зуміла зосередитися в районі Прохорівки, в готовності до прориву третьої (тилової) смуги оборони Червоної армії. Дивізія мала завдати головного удару про противнику, наступаючи у центрі бойового порядку II танкового корпусу СС. Дії підтримувалися III танковим корпусом вермахту. На даний напрямок зі складу Степового фронту радянське командування терміново перекинуло 5-ту гвардійську загальновійськову і 5-ту гвардійську танкову армії.

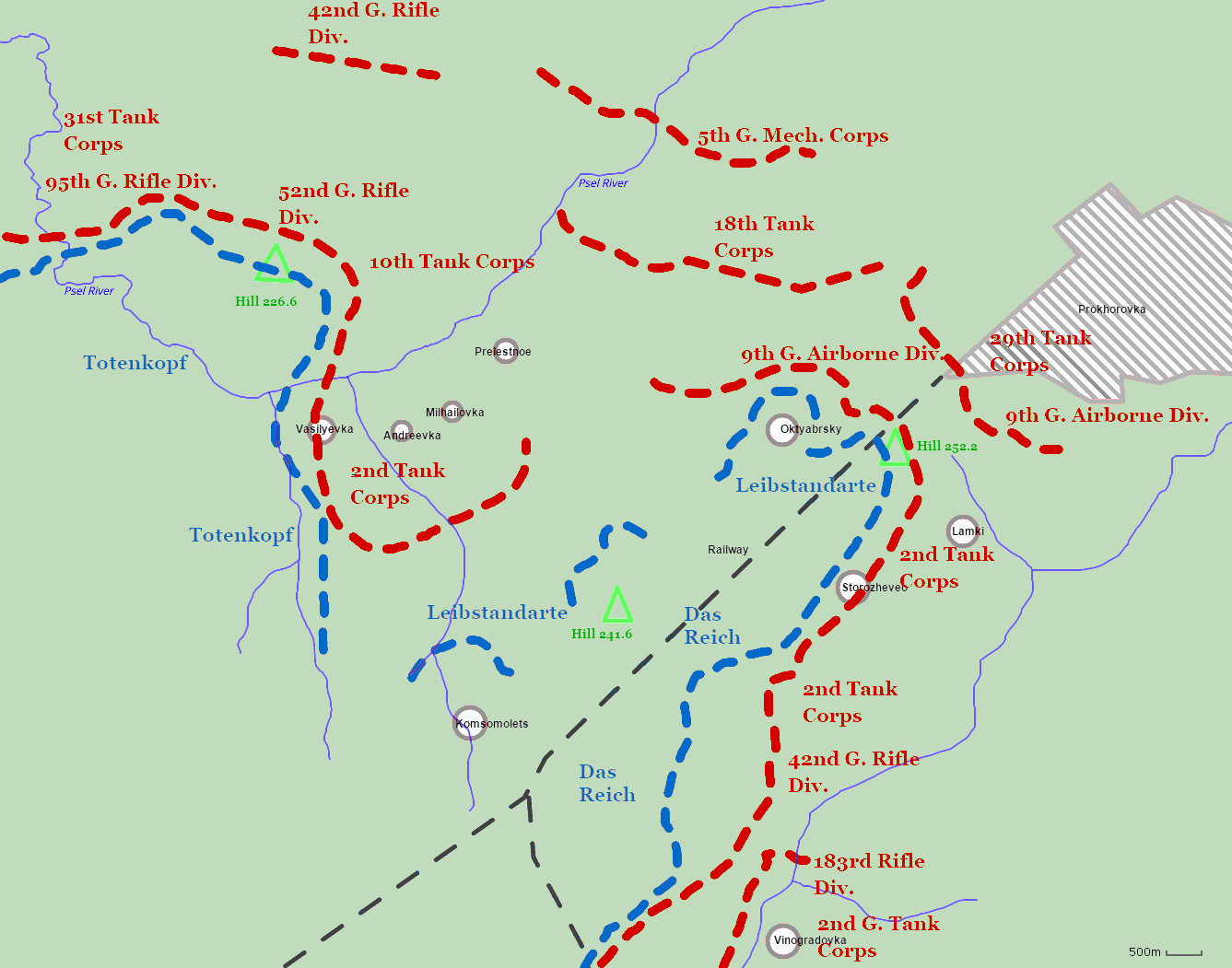
Битва під Прохорівкою. Положення сторін на вечір 11 липня 1943

Наступного дня біля села Прохоровка частини II танкового корпусу СС (дивізії СС «Ляйбштандарт СС Адольф Гітлер» і «Райх») зійшлися у зустрічному бою з радянськими танками 5-ї гвардійської танкової армії генерала Ротмістрова П. О. (17-й, 29-й і 2-й гвардійський танкові корпуси). Вважається, що це був один з найбільших танкових боїв Другої світової війни. Напередодні цього бою, за даними Військового архіву ФРН, «Ляйбштандарт» мав 67 танки (з них 7 командирських) і 10 штурмових гармат.
12 липня 1943 року в смузі дії дивізії СС «Адольф Гітлер» наступали радянські 18-й і 29-й танкові корпуси та 9-та гвардійська повітрянодесантна дивізія, які мали близько 450 танків і САУ (з яких в бою брали участь близько 350). Радянські танки, підтримувані піхотою і артилерією, вели «лобову атаку» по частинах — хвилями, зі значними інтервалами між ними, на інженерно підготовлені позиції «Ляйбштандарт», яких підтримували артилерійські частини. Попри значну чисельну перевагу радянської сторони, дивізія СС не тільки відбила всі атаки, а й майже повністю втримала свою основну смугу оборони. Крім того, радянським танковим з'єднанням було завдано істотної шкоди. Дані про втрати в танковому бою під Прохорівкою сильно різняться. Російський дослідник Замулін вказував, що втрати 5-ї гвардійської танкової армії склали «340 танків і 19 САУ, з них безповоротно відповідно 193 і 14 — всього 207 бронеодиниць. Загальні втрати 2-го і 3-го танкових корпуси СС за 12 липня, ймовірно склали 193 танки і штурмових гармати, в тому числі 20 — безповоротно». Західні ж джерела дають наступні цифри: 313 радянських і 49 німецьких танків, у тому числі 19 танків зі складу «Ляйбштандарт». Вже на наступний день основний тягар боїв перемістився у смугу дивізії СС «Мертва голова», а на ділянці «Ляйбштандарт» тривали бої місцевого значення.
16 липня 1943 року німецькі війська перейшли до оборони. За даними штабу дивізії, за дев'ять днів операції «Цитадель» втрати склали понад 10 % особового складу (2753 осіб військові страти, серед яких 474 загиблими) і 11 танків.
12 липня Ставка ВГК розпочала стратегічний наступ на орловському напрямку. Не досягнувши мети операції на південному фасі Курської дуги, фон Манштейн був змушений припинити подальші спроби прорвати радянську оборону. Більш того, командування групи армій «Південь» ухвалило рішення негайно вивести головні сили з битви і відвести їх на вихідний рубіж, який вони займали до початку наступу. В ніч на 18 липня II танковий корпус СС був відведений від Прохорівки, маючи 203 справних танки, зокрема 23 «Тигри», 117 штурмових та протитанкових САУ. Дивізія «Ляйбштандарт СС Адольф Гітлер» була спочатку відведена в тил на відновлення боєздатності, а згодом направлена до Італії для сприяння стабілізації ситуації на цьому театрі війни, спричиненої вторгненням союзників на Сицилію, яке розпочалося в ніч з 9 на 10 липня 1943 року та відстороненням урядом П'єтро Бадольйо Беніто Муссоліні від влади й ізоляцією його в гірськолижному готелі в горах Абруццо. Виходячи з Росії, дивізія Віша залишила важку техніку, яку було передано дивізіям «Райх» та «Тотенкопф». На базі 13-ї роти важких танків 1-го танкового полку СС був сформований 101-й важкий танковий батальйон СС корпусного підпорядкування.

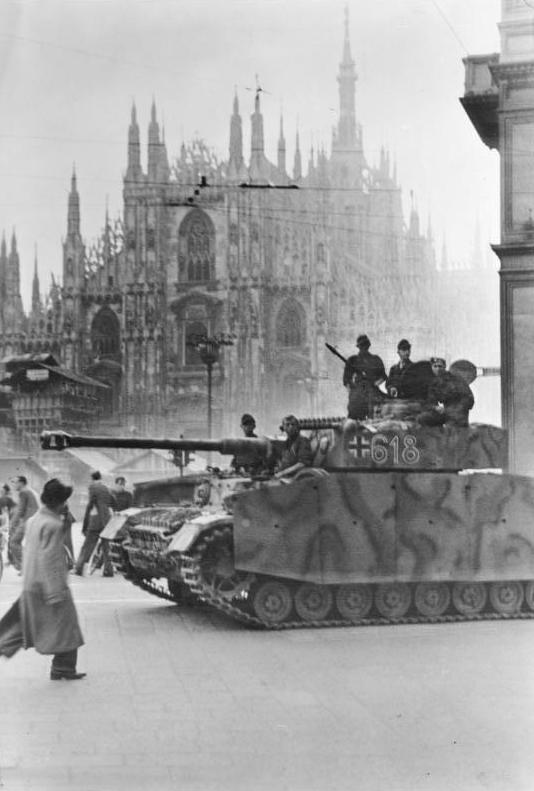
Танк LSSAH Panzer IV Ausf. H в Мілані. Вересень 1943

#### Італія
8 серпня 1943 року дивізія, переозброєна на новітню техніку, зосередилася в рівнині річки По. LSSAH отримала завдання охорони кількох життєво важливих автомобільних та залізничних вузлів у районі Тренто-Верона. Через кілька тижнів дивізію було передислоковано до району Парма-Реджо. У цей період «Ляйбштандарт» брав участь у кількох сутичках з італійськими партизанами. Оскільки 8 вересня 1943 року Італія оголосила про перемир'я з союзниками та вихід із війни, дивізії було наказано розпочати роззброєння сусідніх італійських частин. Це пройшло гладко, за винятком коротких кровопролитних боїв 9 вересня з італійськими військами, дислокованими в Пармі, Кремоні та П'яченці. До 19 вересня всі італійські сили в рівнині По були роззброєні.

#### Східний фронт. 1943
22 жовтня 1943 дивізія була перейменована в 1-шу танкову дивізію СС «Ляйбштандарт СС Адольф Гітлер» (нім. 1. SS-Panzer-Division Leibstandarte SS Adolf Hitler), хоча фактично «Ляйбштандарт» вже давно був танковою дивізією. На початку листопада дивізія отримала наказ повернутися на Східний фронт, прибувши в район Житомира в середині листопада. В Україні дивізія увійшла до складу XLVIII танкового корпусу, яким командував генерал танкових військ Генріх Ебербах групи армій «Південь». Останні частини LSSAH і 1-ї танкової дивізії прибули під Фастів 14 листопада.
В результаті успішної наступальної операції радянські війська, прорвавши німецький фронт північніше Києва, створили реальну загрозу оточення північного крила групи армій «Південь». 18 листопада ударами із заходу і південного сходу німецькі 8-ма і 7-ма танкові дивізії оточили частину радянських сил у районі Житомира. Після двох днів боїв, 20 листопада, оточені радянські частини залишили Житомир і прорвалися на північний схід.
О 6 годині ранку 6 грудня XLVIII танковий корпус Балька, в який входили «Ляйбштандарт СС Адольф Гітлер», 1-ша та 7-ма танкові дивізії вермахту, за підтримки піхотних дивізій XIII армійського корпусу перейшов у контрнаступ з районі Черняхова уздовж шосе Житомир — Коростень, маючи за мету прорив та опанування Києва. Німецькі війська потужним ударом у фланг Червоній армії зім'яли їхню оборону та до вечора танкові дивізії прорвалися на глибину від 25 до 30 кілометрів в оборону 1-го Українського фронту, захопили багато полонених, захопили і знищили багато артилерійських гармат. Однак наступного дня Віш був змушений припинити наступ через те, що у нього закінчилися пальне і боєприпаси — погано спрацювали служби постачання.
16 грудня «Ляйбштандарт» разом з 1-ю танковою дивізією і бойовою групою генерал-майора Вольфганга Ланге завдав удар з району біля Коростеня у напряму на південний захід. Ударне угруповання 17 грудня зустрілося з військами генерал-лейтенанта Теобальда Ліба, що наступали їм назустріч і фактично завершили оточення радянських військ, але під ударами резервів противника були змушені відійти. Під сильним тиском радянських військ, постійно відбиваючи контратаки противника, частини «Ляйбштандарта» відступили до Житомира, а потім до Бердичева, де перейшли до позиційної оборони.

#### Східний фронт. 1944
28 січня 1944 року в районі Корсунь-Шевченківського радянськими військами 1-го і 2-го Українських фронтів оточили велике німецьке угруповання, з'єднавшись поблизу Звенигородки. В «мішок» потрапило близько 12 дивізій, майже 60 тисяч осіб. З частин Ваффен-СС у «котлі» опинилися дивізія СС «Вікінг» і моторизована бригада СС «Валлонія».
Для деблокади командування групи армій «A» додатково перекинули на посилення 5 танкових дивізій: 1-шу, 13-ту, 16-ту, 17-ту танкові і 1-шу танкову дивізію СС «Ляйбштандарте-СС Адольф Гітлер», 2 важких танкових батальйони (503-й, 506-й), 8-й танковий батальйон 20-ї моторизованої дивізії (до складу 11-ї танкової дивізії). У їх складі на 1 лютого перебувало близько 60 тисяч осіб, майже 550 танків і САУ (з них до 50 «Тигрів» і 150 «Пантер»). Незабаром були додатково перекинуто в 1-шу танкову армію і 8-му армію 10-та панцергренадерська та 376-та піхотна дивізії. Командир Ляйбштандарте-СС «Адольф Гітлер» Теодор Віш отримав наказ деблокувати частини, що потрапили в оточення і в лютому силами двох бойових груп, діючи на лівому фланзі ударного угруповання сил прориву, атакував на схід від Вінниці і в районі Умані. Німецьким військам вдалося прорвати кільце оточення і деблокувати угруповання під Корсунем.

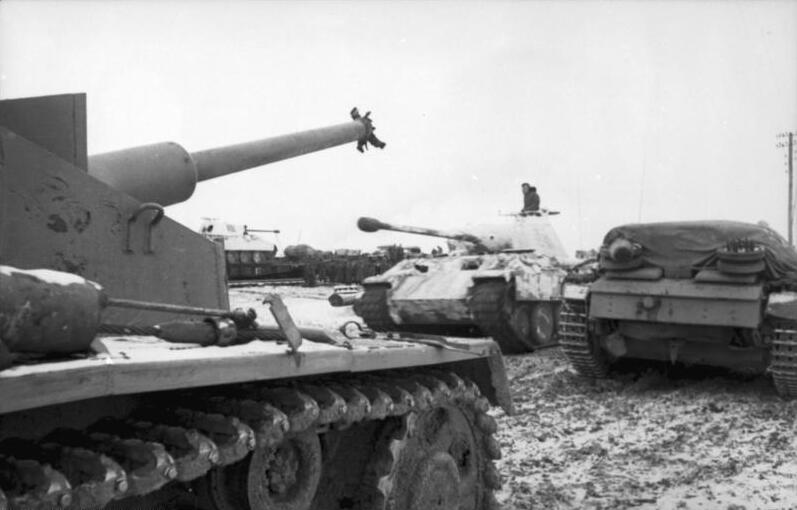
Німецькі танки та САУ в боях під Кам'янець-Подільським. Березень 1944

12 лютого 1944 року командира «Ляйбштандарт» Теодора Віша було нагороджено дубовим листям до Лицарського хреста.

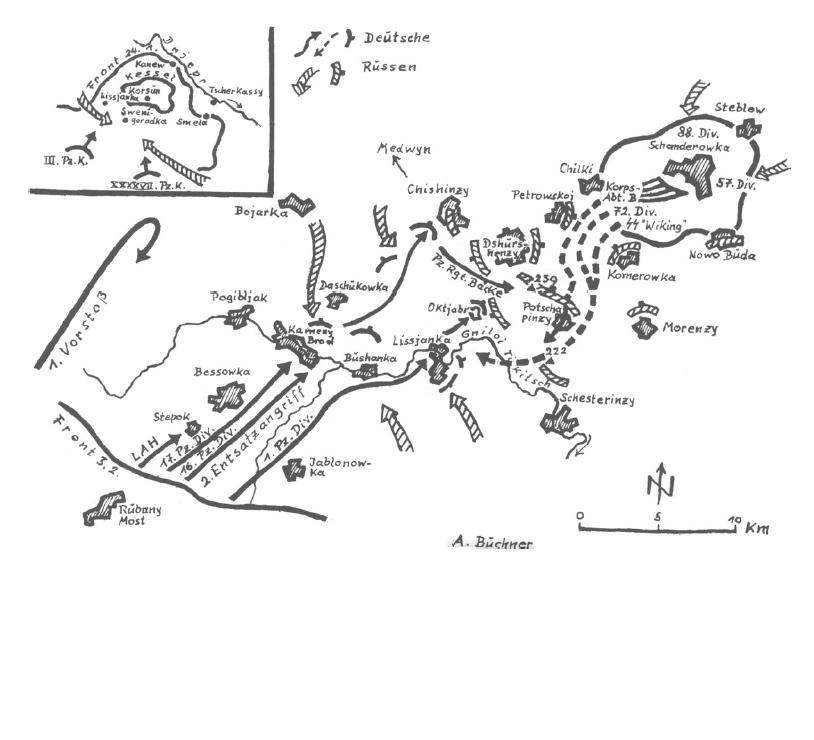
Прорив німецького угруповання з Корсунь-Шевченківського «мішка»

Після боїв під Черкасами дивізія була перекинута до Ямполя, а звідти відтиснена до Тарнополя, де увійшла до складу XXIV танкового корпусу генерала танкових військ Вальтера Нерінга, що входив у 1-шу танкову армію групи армій «Північна Україна».
У березні 1944 року 1-й і 2-й Українські фронти провели ще одну операцію з оточення військ противника. В результаті успішно проведеної наступальної операції в «мішку» північніше Кам'янець-Подільського опинилася практично вся 1-ша танкова армія генерала Г.-В. Губе, до якої входила дивізія Віша. Німці, надаючи велике значення утриманню цього ключового залізничного вузла, а також міст Тарнополь та Проскурів, чинили затятий опір наступаючим радянським військам. У районі від Тарнополя до Проскурова німці зосередили 9 танкових дивізій (1-ша, 6-та, 11-та, 7-ма, 8-ма, 16-та, 17-та, 19-та танкові дивізії, 1-ша танкова дивізія СС Ляйбштандарте-СС «Адольф Гітлер»), 3 піхотні дивізії, що прибули з Німеччини (68-ма, 357-ма, 359-та піхотні дивізії) і 2 бригади штурмових гармат StuG (311-та та 322-га), що прибули з Франції. Починаючи з 7 березня, німецькі війська, насамперед танкові дивізії, почали проводити контратаки, прагнучи будь-якою ціною відтіснити частини 1-го Українського фронту від залізничного вузла. По всьому фронту між обома сторонами вівся жорстокий бій.
27 березня танкові дивізії СС «Гогенштауфен» і «Фрундсберг» завдали флангового удару. 31 березня ударна група 1-ї танкової армії з танковими дивізіями СС «Адольф Гітлер» і «Райх» на вістрі наступу завдала несподіваного удару в напрямку Бучача. Їм назустріч наступав II танковий корпус СС у складі двох танкових і двох піхотних дивізій. 7 квітня 1944 року, під кінець дев'яти діб запеклих боїв, подолавши оборону 18-го гвардійського, 52-го і 74-го стрілецьких корпусів, був пробитий вузький коридор, по якому армія Ганса Губе вийшла з оточення. Нарешті, 7 квітня есесівські частини зустрілися і був пробитий вузький коридор, по якому армія Нерінга змогла вийти з оточення на захід.
Однак німецькі війська під час прориву з-під Кам'янця-Подільського зазнали великих втрат. Так, через значні втрати у живій силі та техніці 82-га піхотна дивізія була розформована, тоді як 1-ша танкова дивізія Ляйбштандарте-СС «Адольф Гітлер» разом з 6-ю, 11-ю, 19-ю та 25-ю танковими дивізіями були настільки сильно розтрощені, що їх довелося зняти з фронту і відправити на Захід для переформування та відновлення боєздатності.

#### Західний фронт: Нормандія, Фалез
У Бельгії, де проводилися заходи відновлення боєздатності дивізії, LSSAH передали в розпорядження командира I танкового корпусу СС, який на цей час складався з 101-го важкого танкового батальйону СС, дивізії СС «Гітлерюгенд», дивізії СС «Гьотц фон Берліхінген» та навчальної танкової дивізії. Гітлер тримав на особистому контролі процес реформування своєї елітної дивізії, тому техніка надходила в частини прямо з заводських конвеєрів. Набагато гірше була ситуація з поповненням особовим складом: через проблеми з кадрами було ухвалено рішення про відмову від добровільного принципу комплектування дивізії. Новобранці надходили з різних розформованих підрозділів Люфтваффе, Крігсмаріне та поліції, також було направлено понад дві тисячі юнаків з Гітлер'югенда. Дуже гостро стояло питання браку пального для проведення заходів бойової підготовки та злагодження підрозділів дивізії. До червня 1944 року переформування з'єднання було в самому розпалі: тактичні навчання проводилися лише на рівні взвод — рота, частина підрозділів ще не отримали необхідного озброєння, а некомплект особового складу становив близько 25 %. LSSAH дислокувалася на північ від річки Сени для протидії будь-якій можливій висадці союзників у районі Па-де-Кале, який вважався Гітлером найнебезпечнішим напрямом ймовірного вторгнення противника.

Карта операції «Спрінг». Битва за Кан. Липень 1944

6 червня 1944 року розпочалася стратегічна морська десантна операція з висадки у (День «Д») 156 000 солдатів західних союзників на узбережжя Нормандії. Вважаючи, що це відволікаюча операція і головний удар буде завданий у найвужчому місті Ла-Манша, основні сили Верховне командування Вермахту й, зокрема, командування військ «Захід» продовжувало утримувати свої головні сили в цьому регіоні. Перші підрозділи Ляйбштандарте-СС «Адольф Гітлер» прибули до Нормандії лише в ніч з 27 на 28 червня, а передислокація усієї дивізії зайняла ще тиждень.
До 4 липня I танковий корпус СС був реформований і тепер він складався з дивізій LSSAH та «Гітлерюгенд». Першим боєм, в якому вони взяли участь, була оборона села Карпіке і аеродрому в операції союзників «Віндзор». Потім відбувся ряд наступальних операцій союзників за опанування Кана — операціях «Чарнвуд» і «Юпітер». 12 липня танкова дивізія СС утримувала південний сектор Кана від Мальто на захід до дороги Кан—Фалез на сході. У ніч з 14 на 15 липня есесівська дивізія була замінена на позиціях 272-ю піхотною дивізією і відведена назад до району зосередження вище по дорозі Кан—Фалез між Іфом і Сенто.
18 липня британський VIII армійський корпус силами трьох бронетанкових дивізій почав черговий наступ у напрямку утримуваного нацистами хребта Бургебю. За планом операції «Гудвуд» британське ударне угруповання лейтенант-генерала Р. О'Коннора мало потужним ударом прорвати оборону гітлерівців на ділянці Бреттвіль-сюр-Лез — Вімон і в такій спосіб примусити противника ввести в битву свої останні танкові резерви для проведення контратаки. 1-ша танкова дивізія Ляйбштандарте-СС мала на цей час у строю 59 танків Panzer IV, 46 «Пантер» та 35 StuG III.
1-й танковий полк СС, розташований поблизу Гарсель, отримав наказ атакувати британців, які наступали на Сольє. Здійснивши стрімкий марш до Бургебю, німецький танковий батальйон з 13 «Пантер» вступив у бій з 60 британськими танками, знищив 20 з них і захопив Сольє. Близько 12:00 I./1 батальйон «Пантер» цього танкового полку СС вступив у бій з британською 29-ю бронетанковою бригадою 11-ї бронетанкової дивізії. Тим часом, основні сили LSSAH вирушили на фронт з-під Фалеза, де вони перебували в резерві. Близько 17:00 у взаємодії з 21-ю танковою дивізією есесівці вдало провели контратаку і зупинили британський наступ на лівому фланзі смуги наступу.
Близько 13:00 19 липня британське командування, посиливши ударне угруповання за рахунок резервів, відновило наступ. Вони прорвались крізь позиції деяких передових німецьких підрозділів і о 16:00 підійшли до хребта Бургебю. Тут британські танкісти підпали під влучний обстріл «Пантер» «Ляйбштандарте», які закріпилися на позиціях на вершині хребта. Близько 15:00 до місця зіткнення підійшли підкріплення 12-ї танкової дивізії СС. У бій за хребет Верр'єр, пояс височин, що домінували понад дорогою між Каном та Фалезом, проти 3-х танкових дивізій СС вступили сили II канадського корпусу лейтенант-генерала Гая Сімондса, які розпочали операцію «Спрінг». LSSAH довелося протистояти низці союзних дивізій, включаючи британські Гвардійську і 7-му бронетанкові, та канадські 2-гу та 3-тю дивізії.

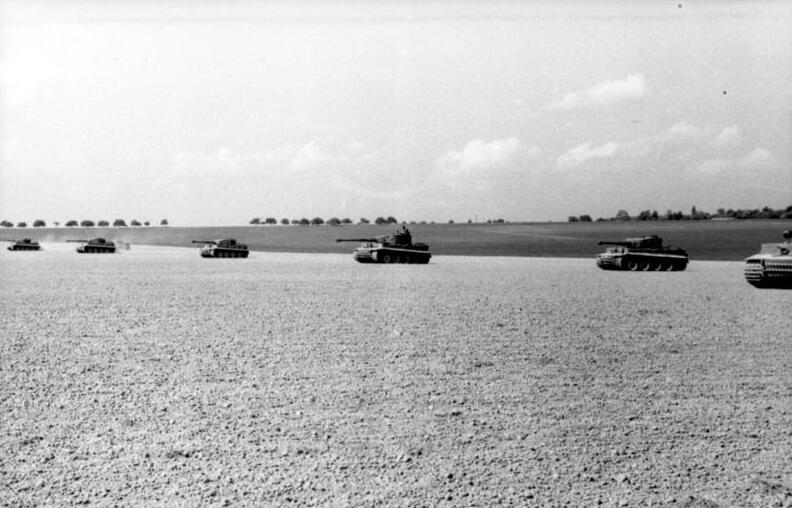
Танковий підрозділ «Ляйбштандарт» при проведенні заходів бойової підготовки у Франції. 1944

До кінця боїв за Кан у «Ляйбштандарті» залишилося лише 63 танки і 22 штурмових гармати — трохи більше 50 % штатної чисельності.
25 липня 1944 року силам 1-ї американської армії генерал-лейтенанта Омара Бредлі вдалося прорвати німецьку оборону на західному фланзі зони висадки в рамках операції «Кобра», вирватися з насиченої бокажами території Нормандії та, розвиваючи успіх, створити загрозу оточення німецьких військ, що тримали оборону у Бретані. Гітлер заборонив будь-який відступ і наказав провести контрнаступ під кодовою назвою «Лютіх» силами XLVII танкового корпусу генерала танкових військ Ганса фон Функа (2-га танкова дивізія, частини LSSAH, дивізії СС «Дас Райх» і 116-ї танкової дивізії). Планом передбачалося завдати потужного удару силами 3,5 танкових дивізій по 30-й піхотній дивізії східніше Мортена і прорватися до узбережжя. Завдяки розшифровці німецького радіообміну «Ультрою» до 4 серпня американці знали про плани операції «Лютіх». У результаті Бредлі зміг ретельно підготуватися до спроби прориву нацистів.
7 серпня LSSAH та інші формування першого ешелону розпочали наступ. На вістрі удару йшов 1-й танковий полк СС разом з двома батальйонами мотопіхоти, однією ротою саперів та зенітним дивізіоном, який наступав в бойовому порядку дивізії. Погода була нельотною, що дуже сприяло німцям. Дивізія СС «Дас Райх» захопила Мортен, і броньована бойова група під керівництвом Йоахіма Пайпера дійшла до Бурлопіна, але врешті їм довелося зупинити через контратаки американських військ та авіаудари. В цей час II канадський корпус почав наступ вздовж дороги Кан—Фалез, а XV американський корпус — на Аржантан. Пастка закрилася, і німецьке угруповання (5 дивізій СС — і зокрема «Ляйбштандарт» — 6 танкових і 8 піхотних дивізій вермахту) було затиснуте в районі Фалеза з трьох сторін 3-ю американською, 2-ю британською і 1-ю канадською арміями. Залишився лише вузький прохід між Фалезом і Аржантаном.
16 серпня німецьке командування почало відведення з-під Фалеза, але на наступний день союзники знову перейшли в наступ і 18 серпня їм нарешті вдалося з'єднатися та перерізати єдиний шлях до відступу. Вдень 21 серпня бої у Фалезькому «мішку» закінчилися — німецьке угруповання припинило існування. 22 серпня деякі підрозділи LSSAH вирвалися з оточення, кинувши всі свої танки та артилерію.
Під час Нормандської кампанії дивізія зазнала втрату 5000 осіб.
Після нищівного розгрому під Фалезом німецькі війська Головнокомандування Вермахту «Захід» поспіхом відступали на схід, навіть не чинячи опір у східній Франції чи Бельгії, а намагаючись якомога швидше закріпитися по рубежу «лінії Зігфрида» та там чинити організований опір. До середини вересня 1944 року німці перейшли до оборони на фронті від Ла-Маншу до швейцарського кордону. Рештки «Ляйбштандарта» були відведені в район Оснабрюка, де дивізію включили до складу 6-ї танкової армії СС під командуванням Й. Дітріха. Замість важко пораненого при прориві з-під Фалезу Теодора Віша командиром Ляйбштандарте-СС «Адольф Гітлер» став СС-штандартенфюрер Вільгельм Монке. Протягом наступних місяців підрозділи LSSAH відновлювали свою боєздатність, втім якщо чисельність особового складу вдалося довести до штатної, то бойової техніки (особливо танків і штурмових гармат) надійшло вдвічі менше, ніж належало за штатним розкладом. Відчувався найгостріший дефіцит пального, не вистачало досвідченого молодшого офіцерського і унтерофіцерського складу та кваліфікованих військових фахівців (танкістів, артилеристів, саперів, радистів). У середині листопада дивізія була передислокована в район Кельна в рамках підготовки до стратегічного контрнаступу вермахту на Заході.

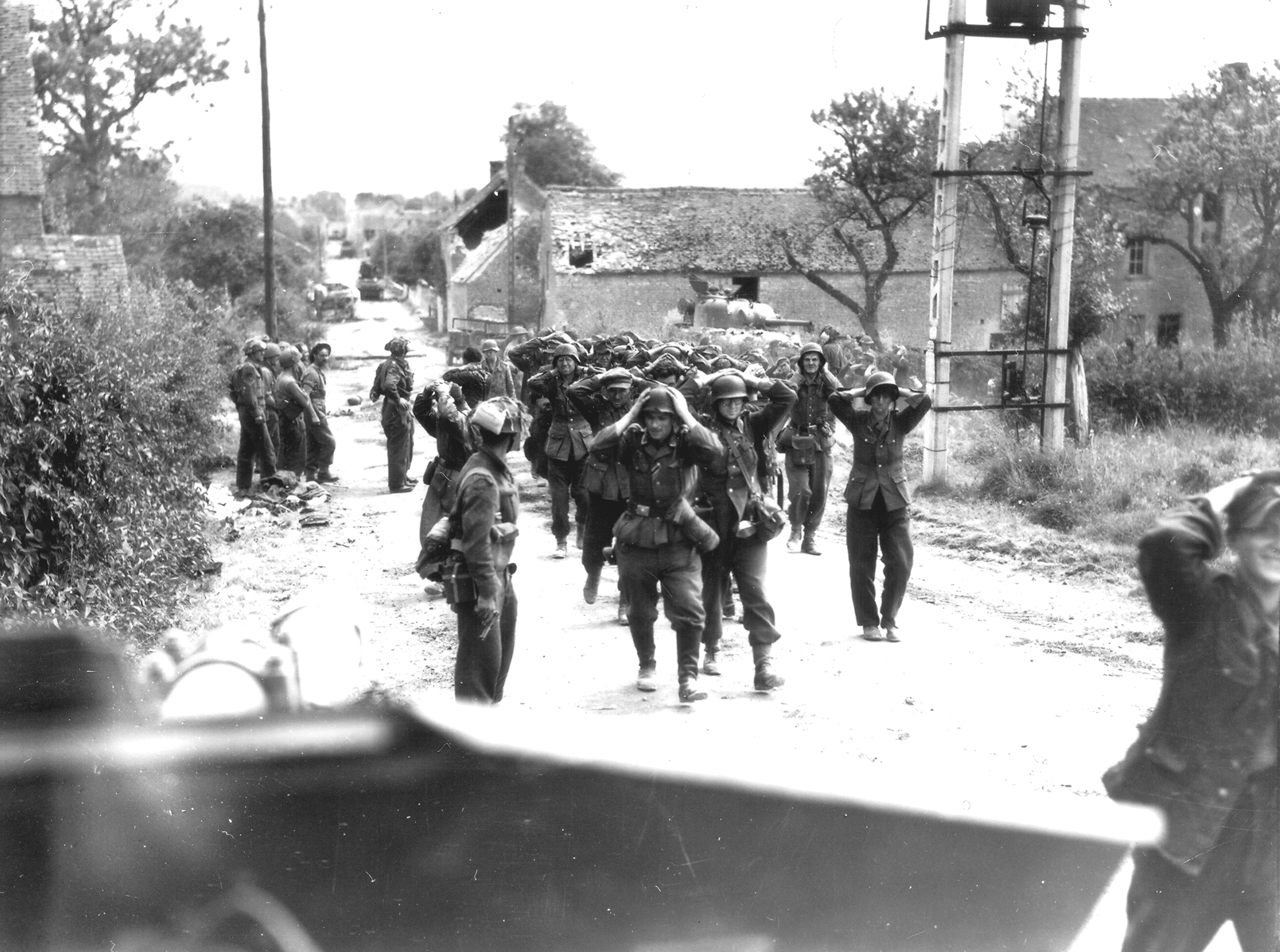
Німецькі солдати, що капітулювали під Фалезом. Серпень 1944

#### Західний фронт: Арденська операція
У першій декаді грудня 1944 року командування вермахту розробило та підготувало новий наступ на Західному фронту — операцію, що отримала назву «Вахт ам Райн». Для операції було відібрано чотири армії. Адольф Гітлер особисто відібрав для контрнаступу на північному фланзі ударного угруповання найкращі наявні війська та офіцерів, яким довіряв. Провідна роль в атаці відводилася 6-й танковій армії СС-оберстгрупенфюрера Зеппа Дітріха. До її складу входив I танковий корпус СС Германа Прісса з 1-ю і 12-ю танковими дивізіями СС, 3-ю парашутною, 12-ю, 277-ю фольксгренадерськими дивізіями та 150-ю танковою бригадою СС Отто Скорцені, яка діяла за планом комплексної диверсійної операції «Грейф». Армія Дітріха завдавала головний удар у секторі Холлерат — Кревінкель і наступала найкоротшим шляхом до головної мети наступу — Антверпена.

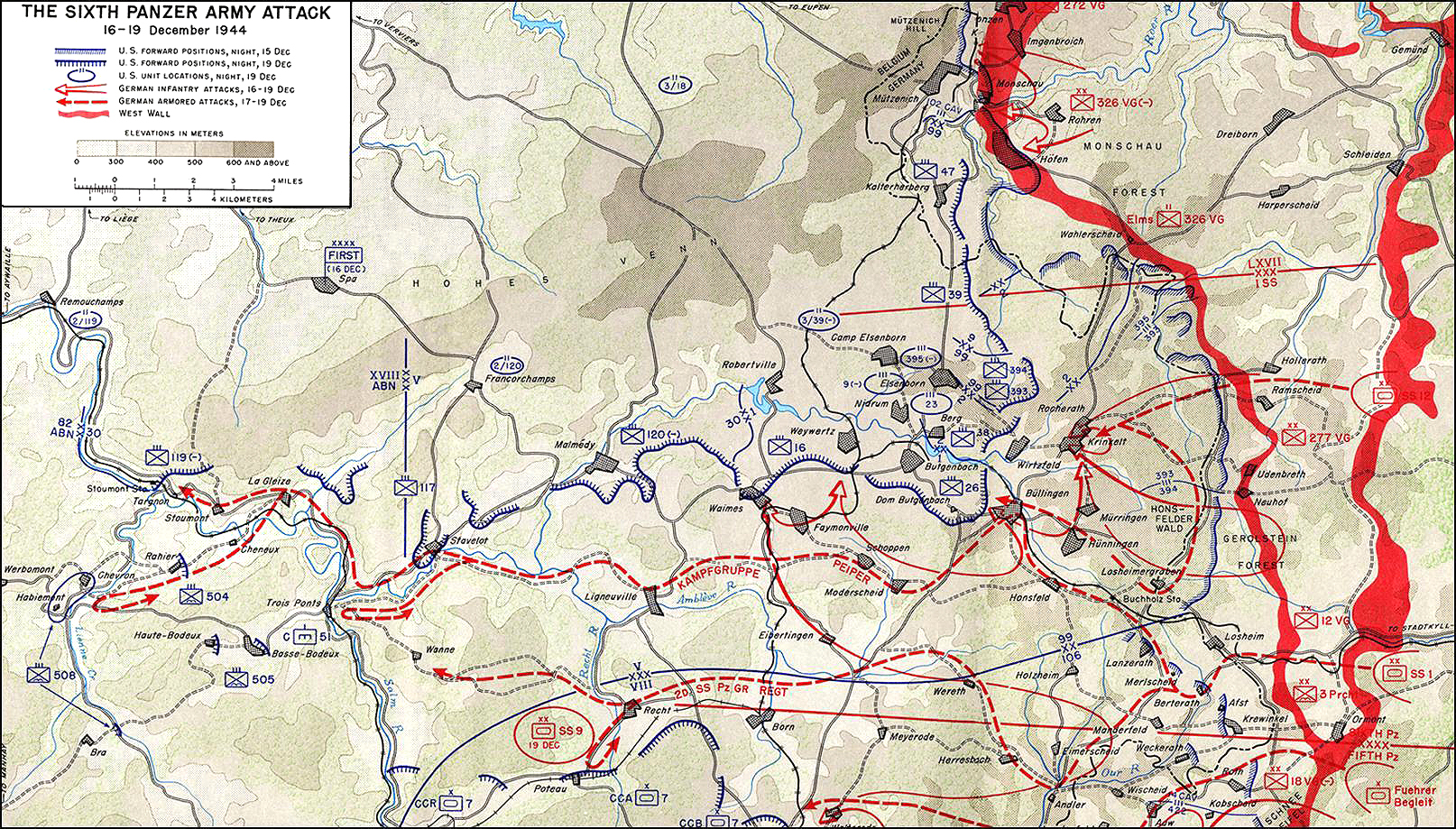
Прорив 6-ї танкової армії СС на північному фланзі під час Арденнської операції

16 грудня 1944 року о 05:30 масовим 90-хвилинним артилерійським вогнем 1600 артилерійських систем на 130-кілометровому фронті німці розпочали контрнаступ на війська союзників. Головний удар 6-ї танкової армії припадав на позиції 2-ї та 99-ї американських піхотних дивізій 1-ї армії США. Удар виявився раптовим для союзників, розвідка яких не зуміла виявити зосередження потужних танкових частин противника. До того ж сильний снігопад заважав англо-американській авіації діяти в інтересах наземних військ, звивши нанівець панування в повітрі. Чотири бойові бронетанкові групи есесівців, провідну роль серед яких грала бойова група Пайпера, що наступала на вістрі удару, подолали розрізнений опір підрозділів 2-ї і 99-ї піхотних дивізій. До вечора наступного дня німецькі танкові колони прорвалися вглиб оборони противника на 50 кілометрів і вийшла до міста Ставло, в декількох кілометрах від якого у Спа знаходився штаб американської армії і найбільше тилове сховище пального з понад 3 мільйонами галонів нафтопродуктів. Однак І. Пайпер переніс штурм міста на ранок, чим скористалися американці — евакуювавши вночі штаб і підпаливши склади з пальним, якого до речі конче не вистачало німцям.

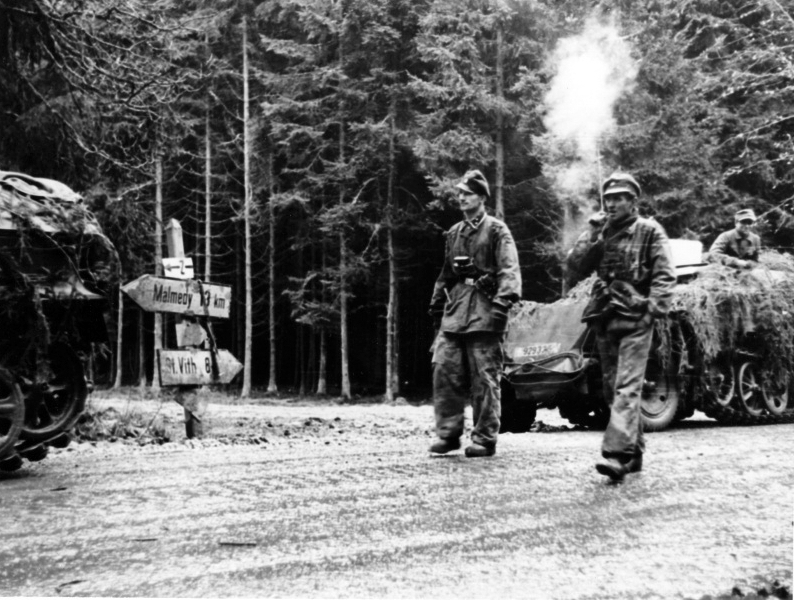
Есесівці групи «Кніттель» бойової групи Пайпера на дорозі Сен-Віт — Мальмеді. 18 грудня 1944

О 7:00 17 грудня німці захопили склад американського палива в Бюллінгені та, заправившись, частини бойової групи Пайпера просунулися ще на 50 кілометрів і, захопивши місто Стумон, створили безпосередню загрозу Льєжу. При цьому інші бойові групи «Ляйбштандарте» значно відстали від нього, розтягнувшись по вузьких дорогах на 30 кілометрів, а інші з'єднання 6-ї танкової армії СС так і не змогли прорвати оборону противника і вийти на оперативний простір. До ділянки прориву американське командування терміново перекинуло три свіжих з'єднання: 82-гу повітряно-десантну, 3-тю бронетанкову і 30-ту піхотну дивізії. У зустрічному бою в районі міст Труа-Пон і Вієлсальм бойова група Пайпера зіткнулася з передовими частинами 82-ї десантної дивізії, які зуміли зупинити підрозділи двох бойових груп дивізії «Адольф Гітлер» і відновити лінію фронту. Кілька днів есесівці вели запеклі бої в оточенні і, витративши всі боєприпаси і паливо та кинувши своїх поранених і втративши всю техніку, залишки бойової групи Пайпера невеликими групами зуміли пробитися до головних сил. 25 грудня останні солдати групи Пайпера (з числа залишених в ар'єргарді, що прикривав відхід основних сил із 800 солдатів) вийшли до своїх у Петі-Спа.
Під час боїв опівдні 17 грудня бойова група Пайпера натрапила на конвой 285-го батальйону польової артилерії 7-ї бронетанкової дивізії США. Після нетривалого бою американці капітулювали. Разом з іншими американцями, захопленими раніше (загалом 127 осіб), вони були роззброєні та незабаром розстріляні з кулеметів та пістолетів поблизу бельгійського селища Мальмеді.
Не досягши успіху на напрямку головного удару на півночі, німецьке командування перекинуло в центральний сектор обидва танкові корпуси СС 6-ї танкової армії СС. Протягом тижня за Бастонь точились кровопролитні бої без видимого результату для обох сторін. 8 січня 1945 року, не досягши успіху та розуміючи безперспективність подальшого наступу в Арденнах та поступового нарощування сил противника на цьому напрямку, німці завершили операцію «Вахт ам Райн». До того ж різко загострилася обстановка на Східному фронті в районі Будапешта. 6-ту танкову армію, до якої входила LSSAH, відвели в глибокий тил, де почалось прискорене доукомплектування її з'єднань особовим складом і бойовою технікою. За три тижні боїв 1-ша танкова дивізія СС втратила близько 45 % танків і САУ, однак уже до кінця лютого відновила свій бойовий парк до чисельності напередодні операції в Арденнах.

#### Східний фронт. 1945
12 січня Червона армія розпочала зимовий стратегічний наступ у Польщі — Вісло-Одерську наступальну операцію. Зважаючи на різке погіршення обстановки на Східному фронті, Гітлер наказав генерал-фельдмаршалу Герду фон Рундштедту терміново вивести з «битви на Виступі» I танковий корпус СС з 1-ю танковою дивізією Ляйбштандарте-СС «Адольф Гітлер» і 12-ю танковою дивізію СС «Гітлерюгенд», а також II танковий корпус СС з 2-ю танковою дивізією «Дас Райх» та 9-ю танковою дивізією СС «Гогенштауфен». Ці формування мали до 30 січня бути переоснащені та відновлені після боїв і передані 6-й танковій армії під командуванням Зеппа Дітріха для майбутньої операції «Весняне пробудження». Гітлер хотів утримати надзвичайно важливі нафтові родовища в Надьканіжа на півдні Угорщини під своїм контролем, оскільки там перебували останні нафтопромисли, які становили 80 % усіх запасів нафти, що перебували під контролем Третього Рейху. Однак до 30 січня дивізії не змогли повною мірою завершити підготовку до чергового наступу.
Наприкінці лютого перед початком великомасштабного наступу, дивізії LSSAH і «Гітлерюгенд» отримали наказ у взаємодії з танковим корпусом «Фельдхернхалле» провести підготовчу операцію: ліквідувати великий радянський плацдарм на західному берегу Грона, котрий оборонявся силами 7-ї гвардійської армії М. Шумилова, й який вважався німецьким командуванням як трамплін для подальшого наступу на Відень. Основний удар завдавався силами 1-ї танкової дивізії СС, бойові групи якої вже в перший день зуміли прорвати ешелоновану оборону 24-го гвардійського стрілецького корпусу. Бої тривали близько тижня і закінчилися захопленням плацдарму, проте був упущений фактор раптовості, так як радянській розвідці вдалося не тільки виявити перекидання в Угорщину з'єднань 6-ї танкової армії СС, а й визначити напрямки і терміни запланованих ударів. Протягом двох тижнів радянським військам вдалося створити багатосмужну, глибоко ешелоновану оборону. Використовуючи численні артилерійські частини РВГК, була створена ефективна протитанкова оборона щільністю до 67 гармат на кілометр фронту.
6 березня 1945 року вермахт почав операцію «Весняне пробудження», останню великомасштабну наступальну операцію на Східному фронтові. Головний удар завдавався силами 6-ї танкової армії СС між озерами Балатон і Веленце. Протягом трьох днів операції 1-ша танкова дивізія Ляйбштандарте-СС «Адольф Гітлер» зуміла прорвати дві смуги оборони радянських військ на вузькій ділянці фронту, завдавши при цьому великих втрат 30-му стрілецькому корпусу 3-го Українського фронту. До 15 березня 1945 року підрозділи LSSAH зуміли прорвати радянську оборону на глибину до 30 кілометрів, проте подолати третю (тилову) оборонну смугу не змогли. За час боїв на цьому напрямку в Угорщині дивізія зазнала втрату близько 10 % особового складу і до 80 % бронетехніки.
16 березня 1945 року війська 3-го Українського фронту, розгромивши ударне угруповання німецьких військ, без оперативної паузи перейшли в наступ на Відень. Над 6-ю німецькою танковою армією нависла загроза оточення. Протягом декількох днів підрозділи I танкового корпусу СС у складі дивізій «Ляйбштандарт» і «Гітлерюгенд», вели активні маневрені бої з частинами 6-ї гвардійської танкової армії та стримували темпи її наступу, завдавши їй відчутних втрат. Через п'ять днів після початку наступу радянським військам вдалося вирватися на оперативний простір і вийти в напрямку Відня, унаслідок чого частини 6-ї танкової армії СС втратили зв'язок між собою, почався несанкціонований відхід. Підрозділи 1-ї танкової дивізії СС були роздроблені на декілька незалежних бойових груп, які не мали централізованого командування, частина з них були оточені і знищені. До кінця березня залишки LSSAH виявилися відкинутими в гірські райони Східної Австрії, де їх звели в дивізійну групу, в якій було не більше десяти танків і самохідних гармат.
Радянські війська стрімко просувалися на столицю Австрії, тому рештки I танкового корпусу СС опинилися не на напрямку головного удару Червоної армії. Під час запеклих боїв за Відень «Ляйбштандарт» вели бої місцевого значення на кордоні Віденського лісу і Бадена, блокуючи гірські перевали. В середині квітня, після успішного штурму австрійської столиці, радянські війська почали зачистку гірських лісів, де оборонялися залишки військ СС. Командування групи армій «Південь» дало вказівку військам припинити бої в Нижній Австрії і відходити в зону дії союзних військ. 7 травня 1945 роки після отримання повідомлення про капітуляцію Німеччини командир 1-ї танкової дивізії СС Отто Кумм офіційно розпустив LSSAH і наказав своїм підрозділам здаватися в полон англо-американським військам. За згодою союзного командування близько 10 000 військовослужбовців «Ляйбштандарт» на наступний день перетнули демаркаційну лінію, встановлену по річці Енс, і склали зброю в районі міста Штайр.

#### Бої за Берлін
Частина LSSAH закінчила війну в Берліні. 23 квітня 1945 року Гітлер призначив СС-бригаденфюрера Вільгельма Монке командуючим центральним урядовим округом (сектор «Цитадель»), куди входили рейхсканцелярія та фюрербункер. Командний пункт Монке знаходився в бункерах під рейхсканцелярією. Він сформував бойову групу Монке, яка поділялася на два слабкі полки і мала чисельність приблизно 2000 осіб. Основою групи були 800 гвардійців «Ляйбштандарте» (безпосередня охорона фюрера). Після самогубства Гітлера вони отримали наказ прориватися на захід. О 23:00 1 травня група Монке, розділівшись на кілька невеликих груп, при чому бригадефюрер очолив першу з десяти, почала прориватися з радянського оточення. Кілька дуже невеликих груп змогли дістатися до американців на західному берегу Ельби, але більшість, включаючи групу Монке, не змогли прорватися крізь радянські лінії. Багато потрапили в полон, а деякі покінчили життя самогубством. 2 травня бойові дії офіційно закінчились за наказом Гельмута Вайдлінга, коменданта району оборони Берліна.

## Військові злочини Ляйбштандарте-СС «Адольф Гітлер»

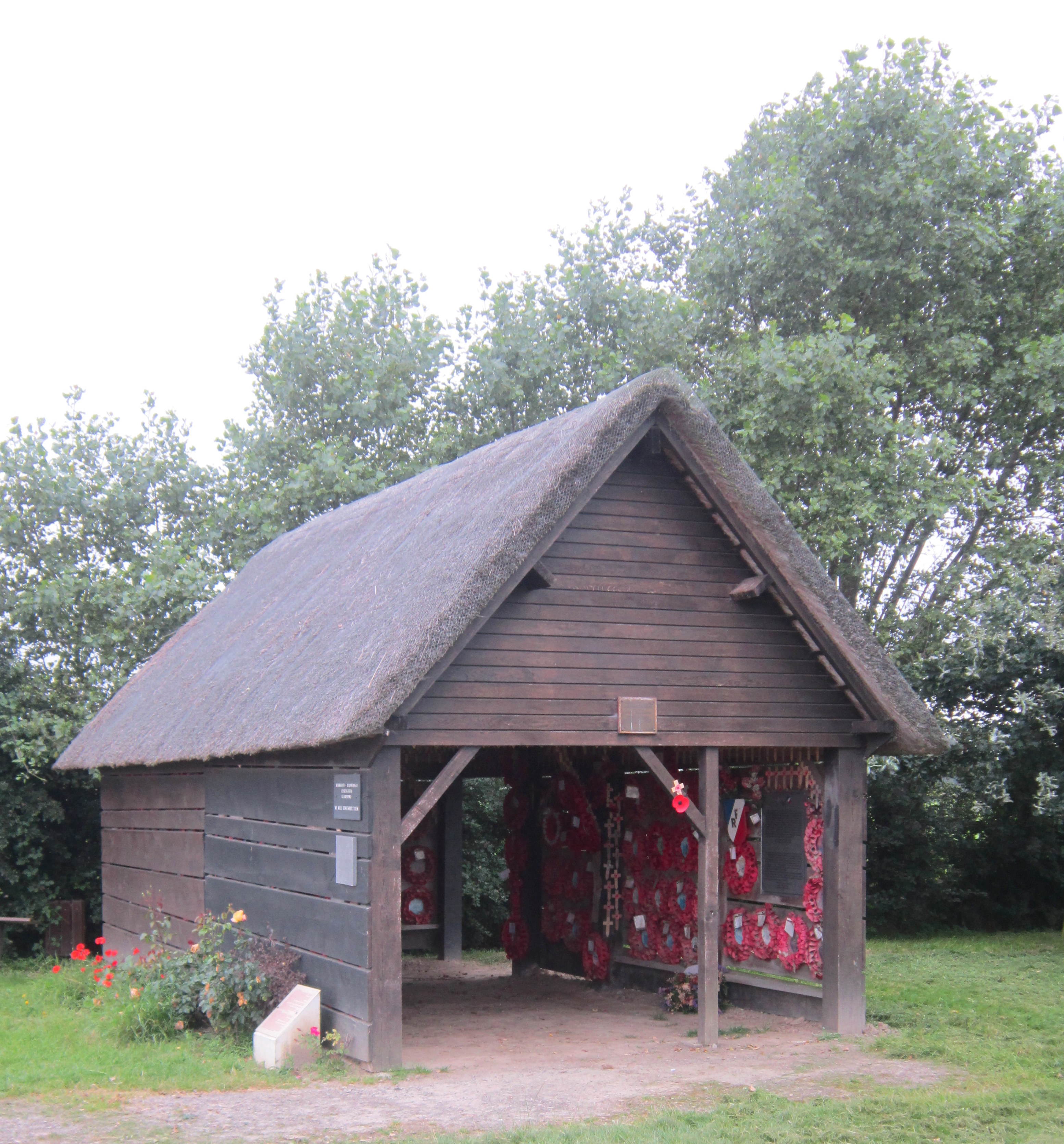
Корівник (репліка) Ла-Плейн-о-Буа поблизу Ворму, де есесівці LSSAH влаштували

З початком Другої світової війни «Ляйбштандарт СС Адольф Гітлер» брали активнішу участь у бойових діях під час яких військові LSSAH вчинили численні жорстокості та воєнні злочини на території Польщі, Радянського Союзу, Франції, Італії та Бельгії. За оцінками дослідників у період 1939—1945 років вони вбили приблизно 5000 військовополонених, більшість — на Східному фронті.
Перші масові злочини проти людства розпочалися з перших днів Польської кампанії, коли підлеглі Зеппа Дітріха стали спалювати польські села та розстрілювати мирних мешканців. 4 вересня 1939 року війська вермахту увійшли до Злочева, де есесівці LSSAH разом із солдатами 17-ї піхотної дивізії вбили близько 200 жителів міста, як християн, так і євреїв. Згодом було спалено 80 % відсотків міста, близько 240 будинків, підприємств та урядових будівель, а кадри спалення Злочева були використані у нацистських пропагандистських фільмах, що демонструвались у перший тиждень війни в кінотеатрах Третього Рейху. Серед жертв були чоловіки, жінки та діти, в тому числі як жителі Злочева, так і біженці із сусіднього села. Після війни слідчим вдалося встановити 71 жертву, 58 з яких прибули зі Злочева.
В ніч з 18 на 19 вересня 1939 року полковий оркестр під командуванням капельмейстера Германна Мюллера-Джона був обстріляний на дорозі, загинуло декілька німецьких військовиків; на знак помсти есесівці розпочали масові обшуки у Блоне, в ході яких розстріляли 50 євреїв. Масові страти також були скоєні військовиками LSSAH у Болеславці, Тоженці, Ґоворові, Млаві та Влоцлавеку.
В ході Французької кампанії 28 травня 1940 року підрозділи LSSAH захопили село Ворму, в якому вчинили різанину, вбивши солдатів противника. Військовослужбовці Британського експедиційного корпусу, зокрема 2-го батальйону Королівського Ворікширського полку, 4-го батальйону Чеширського полку та деякими іншими підрозділами (включаючи французьких військових), склали зброю та здалися німцями. За командою командира 2-го батальйону LSSAH СС-гауптштурмфюрера Вільгельма Монке їх зачинили в корівнику Ла-Плейн-о-Буа поблизу Ворму та Ескельбека. Есесівці оточили споруду, в якій було близько 100 осіб та закидали її ручними гранатами М-24 вбивши декількох полонених. Потім німці відкрили вогонь впритул по безпорадним людям. Близько 80 британських та французьких військовополонених загинули внаслідок цього злочину, лишень 15 чоловікам вдалося вціліти, втім більшість з них померла від поранень. Одиниці вижили та змогли розповісти про цю масову страту.
З початком кампанії на Сході есесівці Ляйбштандарте-СС, діючи на південному фланзі вермахту, брали участь у репресіях проти цивільних осіб, розстрілах радянських військовополонених і надавали допомогу айнзатцгрупам у виявленні євреїв. Так, на території Рівненської області було спалено кілька сіл і знищено частину мирних мешканців, що в них проживали. За свідченням Еріха Керна, який служив в 4-му батальйоні «Ляйбштандарте», 16-18 серпня 1941 року в селі Виноградівка, на знак відплати за загибель у полоні 110 солдатів LSSAH, було розстріляно більше 4000 радянських військовополонених. У жовтні 1941 року під час боїв за Таганрог командир бригади наказав не брати полонених протягом трьох діб і кілька тисяч радянських військовополонених було розстріляно прямо на полі бою. У період окупації Таганрога підрозділи «Ляйбштандарте» спільно з айнзатцкомандою «10a» айнзатцгрупи «D» брали участь у знищенні 1800 євреїв.

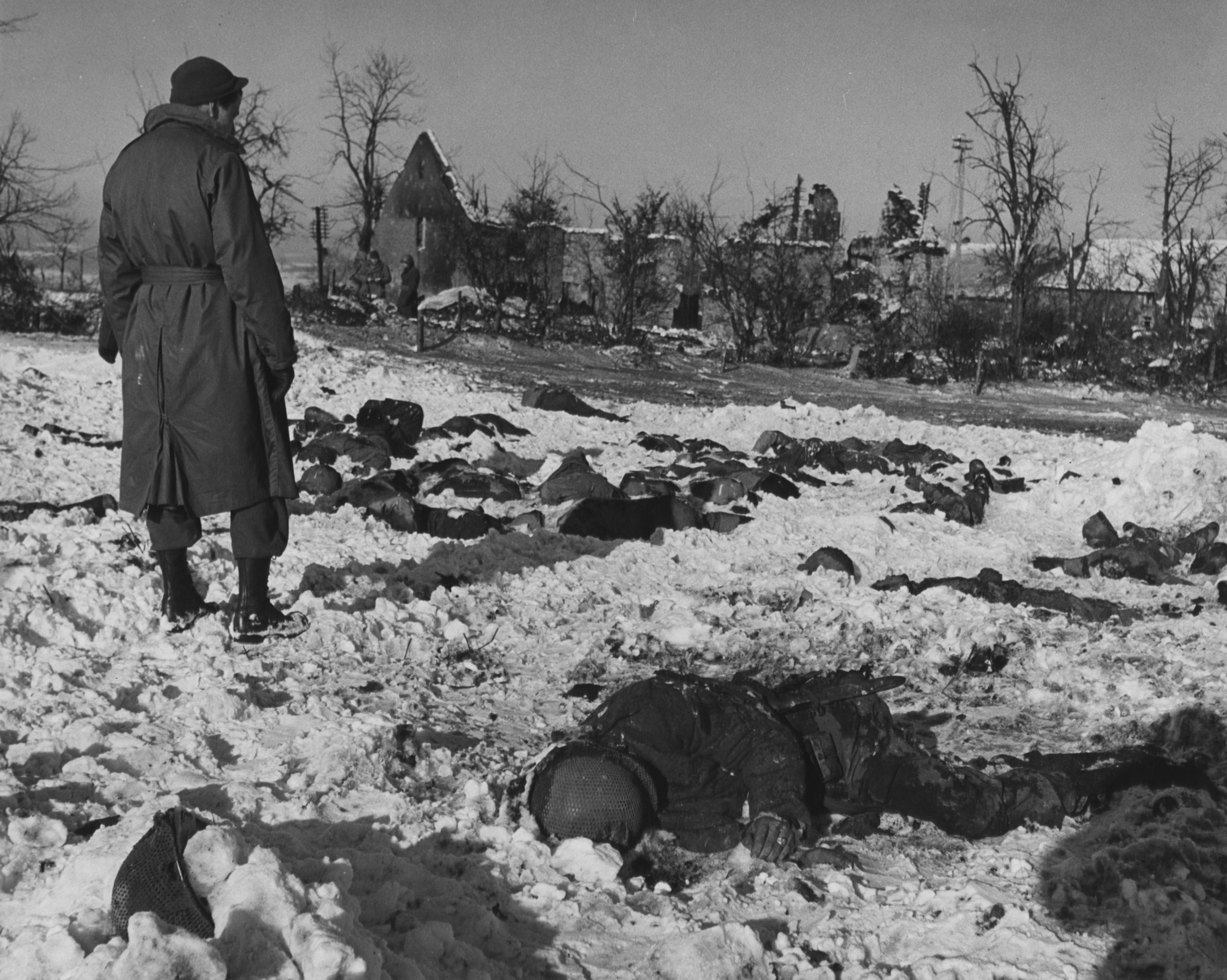
Наслідки різанини в Мальмеді. Січень 1945

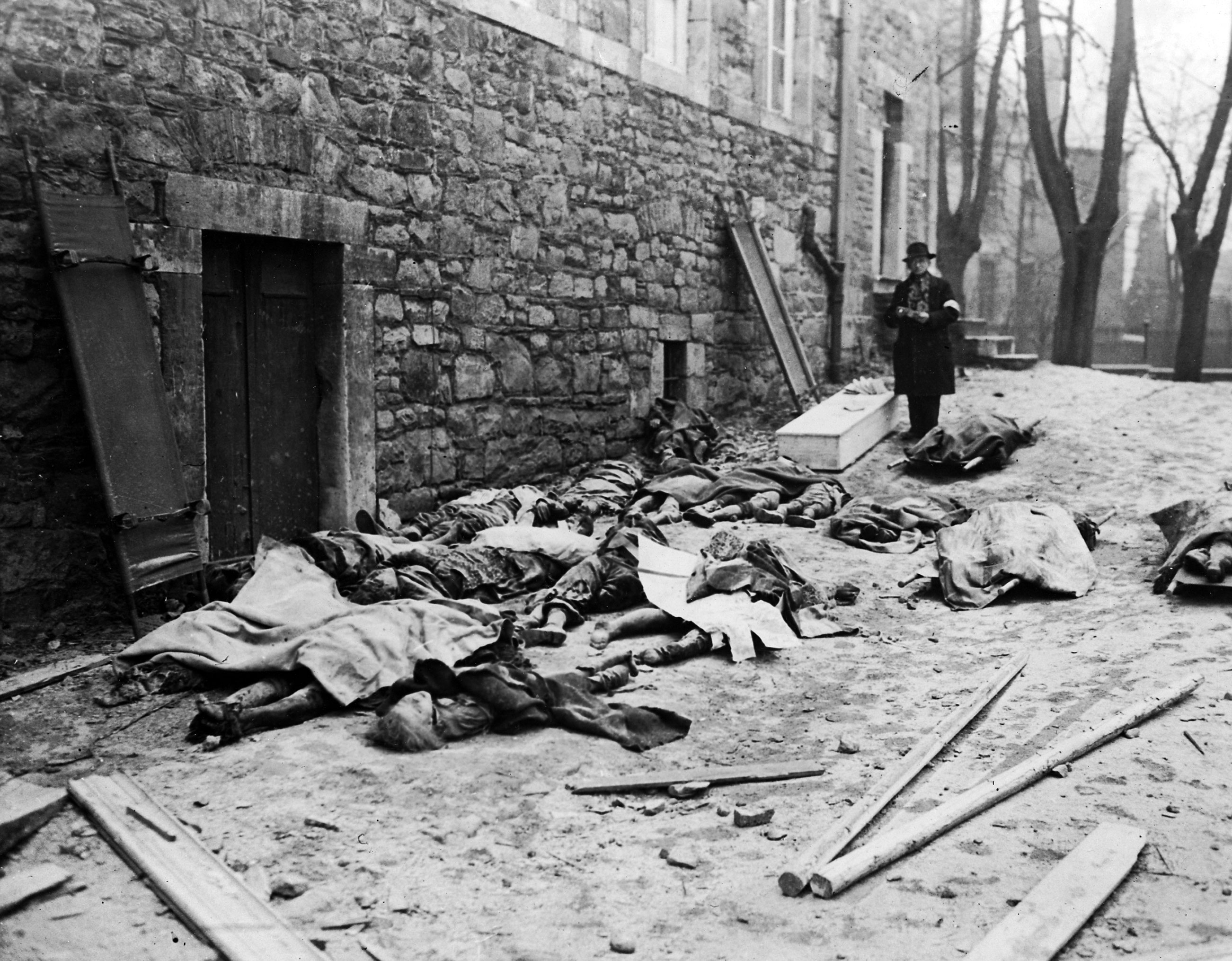
Тіла розстріляних у бельгійському місті Ставло мирних мешканців. Січень 1945

У лютому 1943 року підрозділи «Ляйбштандарте», дислоковані в Берліні, залучали до операції «Фабрікакшен» — депортації 15 000 євреїв, що працювали на підприємствах військової промисловості і яких у рамках «остаточного розв'язання єврейського питання» відправляли для подальшого знищення в таборах смерті. Есесівці допомагали гестапо збирати євреїв у Берліні; 27–28 лютого 1943 року людей забирали прямо з робочих місць і садили до вагонів для худоби, звідки їх перевозили до концентраційних таборів. Більшість з них загинули або в Освенцімі, або в інших таборах на Сході.
Взимку-навесні 1943 року під час боїв за Харків частинами «Ляйбштандарте» був здійснений ряд злочинів у Харківській області. 17 лютого 1943 року військовослужбовці бойової групи Йоахіма Пайпера, яка отримала сумнозвісне прізвисько «паяльний батальйон» (нім. Lötlampen-Bataillon), провели зачистку сіл Єфремівка і Семенівка. Приводом стало поранення двох офіцерів СС. Унаслідок каральної операції було вбито 872 мирних жителі. Близько 240 з них були живцем спалені у тамтешній церкві. В ході операції командуванням дивізії був відданий наказ, що забороняв брати в полон радянських солдатів, які підлягали розстрілу на місці. За свідченнями очевидців, при штурмі Харкова солдатами «Ляйбштандарте» скоїли численні злочини проти жителів міста: розстріли, зґвалтування, пограбування. 13-17 березня 1943 року ними було знищено (спалено живцем і розстріляно) більше 700 важкопоранених червоноармійців у 1-м сортувальному армійському госпіталі, яких не встигли евакуювати до тилу.
Під час перебування дивізії в Північній Італії восени 1943 року LSSAH продовжувала скоювати злочини проти людяності. Так, у період з 15 до 24 вересня 1943 року в населених пунктах Бавено, Премено, Арона, Мергоццо, Орта-Сан-Джуліо в районі озера Маджоре військовослужбовцями «Ляйбштандарте» було вбито 49 єврейських біженців. 19 вересня 1943 року, під час операції з роззброєння частин королівської італійської армії, два військових дивізії були захоплені в полон італійськими партизанами. У помсту батальйон Пайпера піддав артобстрілу і частково спалив село Бовес, унаслідок чого загинуло від 23 до 34 мирних жителів.
У серпні 1944 року під ударами союзних армій німецькі війська відступали з Франції. 30 серпня військовослужбовці дивізій СС «Адольф Гітлер» і «Гітлерюгенд» убили поблизу міст Таво і Пломйон понад 20 цивільних осіб. 3 вересня 1944 року в районі бельгійського міста Спа, через підозри в причетності до Руху Опору, був розстріляний 31 мирний житель.
Масові злочини продовжувалися і під час останнього німецького наступу в Арденнах. Есесівці дивізії «Ляйбштандарте» здійснили масові розстріли мирних жителів і американських військовополонених. Згідно з даними, зібраними військової юстицією армії США, в період з 17 грудня 1944 року по 13 січня 1945 року загалом було вбито близько 450 військовополонених і понад 110 мирних жителів у бельгійських містах. Більшість злочинів було скоєно бойовою групою І. Пайпера, з яких найбільший суспільний резонанс отримала так звана різанина в Мальмеді. О 12:30 поблизу хутора Бауньєс, на висоті на півдорозі між містом Мальмеді та Ліньйовіль, його група натрапила на конвой 285-го батальйону польової артилерії 7-ї бронетанкової дивізії США. Після нетривалого бою американці капітулювали. Разом з іншими американцями, захопленими раніше (загалом 127 осіб), вони були роззброєні та відправлені у поле біля перехрестя, де німці масово розстріляли їх з кулеметів та пістолетів. З 84 загиблих американських військовополонених 41 був убитий пострілом з пістолету в голову з близької відстані, а шістьох вбито розбиванням черепів прикладами. За свідченням вцілілих німці добивали тих поранених, хто вижив. Дослідник Денні С. Паркер вважає, що Пайпер або хтось із його підлеглих ухвалили рішення про вбивство полонених. Так само сталося звіряче вбивство 11 американських негрів-артилеристів поблизу бельгійського містечка Верет.
У квітні 1945 року під час штурму обложеного радянськими військами Берліна підрозділ караульного батальйону СС «Ляйбштандарте — Берлін», що тримав оборонні позиції в районі рейхсканцелярії, брав участь у розстрілах кількох десятків жителів столиці за поширення паніки, відмові в покорі військовій владі, дезертирство з призовних пунктів. 29 квітня 1945 року солдати «Ляйбштандарте» за особистою вказівкою фюрера за підозрою у зраді розстріляли зятя Гітлера — Германа Фегеляйна.

## Райони бойових дій
- Польща (вересень — жовтень 1939)[28];
- Німеччина, Богемія та Моравія (жовтень 1939 — травень 1940);
- Нідерланди, Франція (травень 1940 — березень 1941);
- Румунія, Болгарія (березень — квітень 1941);
- Югославія, Греція (квітень — червень 1941);
- СРСР (південний напрямок) (червень 1941 — липень 1942)
- Франція (липень 1942 — січень 1943);
- СРСР (південний напрямок) (січень — серпень 1943);
- Італія (серпень — жовтень 1943);
- СРСР (південний напрямок) (жовтень 1943 — квітень 1944);
- Бельгія, Франція та Західна Німеччина (квітень — грудень 1944);
- Арденни (грудень 1944 — січень 1945);
- Західна Німеччина (січень — березень 1945);
- Угорщина, Австрія (березень — травень 1945);

## Командування

### Командири дивізії
- СС-обергрупенфюрер та генерал Ваффен-СС Йозеф Дітріх (15 серпня 1938 — 7 квітня 1943)
- СС-бригадефюрер та генерал-майор Ваффен-СС Теодор Віш (7 квітня 1943 — 20 серпня 1944)
- СС-бригадефюрер та генерал-майор Ваффен-СС Вільгельм Монке (20 серпня 1944 — 6 лютого 1945)
- СС-бригадефюрер та генерал-майор Ваффен-СС Отто Кумм (6 лютого — 8 травня 1945)

### Підпорядкованість
| Час                        | Корпус                   | Армія                    | Група армій (округ)                  | Штаб                   |
| -------------------------- | ------------------------ | ------------------------ | ------------------------------------ | ---------------------- |
| Полк                       |                          |                          |                                      |                        |
| 1939                       |                          |                          |                                      |                        |
| 31 серпня                  | XIII ак                  | 8 А                      | Група армій «Південь»                | Бреслау                |
| 1940                       |                          |                          |                                      |                        |
| 10 травня                  | X ак                     | 18 А                     | Група армій «B»                      | Нідерланди             |
| 6 червня                   | XIV мк                   | ТГр Клейста              | Група армій «B»                      | північна Франція       |
| 8 червня                   | XXXXIV ак                | 6 А                      | Група армій «B»                      | північна Франція       |
| липень                     | реформування             | реформування             | Група армій «C»                      | Мец                    |
| серпень                    | XXXXV КОпр               | 1 А                      | Група армій «C»                      | Мец                    |
| вересень                   | XXV ак                   | 1 А                      | Група армій «C»                      | Мец                    |
| листопад                   | XXV ак                   | 1 А                      | Група армій «D»                      | Мец                    |
| грудень                    | LX КОпр                  | 1 А                      | Група армій «D»                      | Мец                    |
| 1941                       |                          |                          |                                      |                        |
| березень                   | XIV мк                   | 12 А                     | —                                    | Ботевград              |
| квітень                    | XXXX мк                  | 12 А                     | —                                    | Югославія, Греція      |
| Бригада                    |                          |                          |                                      |                        |
| травень                    | переформування           | переформування           | переформування                       | Чехословаччина, Польща |
| липень                     | резерв                   | 1 ТГр                    | Група армій «Південь»                | Житомир                |
| серпень                    | XXXXVIII мк              | 1 ТГр                    | Група армій «Південь»                | Умань                  |
| вересень                   | резерв                   | 11 А                     | Група армій «Південь»                | Херсон                 |
| 12 вересня                 | LIV ак                   | 11 А                     | Група армій «Південь»                | Перекоп                |
| жовтень                    | XXX ак                   | 11 А                     | Група армій «Південь»                | Перекоп                |
| листопад                   | III мк                   | 1 ТГр                    | Група армій «Південь»                | Ростов-на-Дону         |
| 1942                       |                          |                          |                                      |                        |
| січень                     | III мк                   | 1 ТГр                    | Група армій «Південь»                | Міус                   |
| лютий                      | XIV мк                   | 1 ТГр                    | Група армій «Південь»                | Міус                   |
| червень                    | резерв                   | 1 ТГр                    | Група армій «Південь»                | Міус                   |
| липень                     | III мк                   | 1 ТГр                    | Група армій «Південь»                | Ростов-на-Дону         |
| серпень                    | тк СС                    | 15 А                     | Група армій «D»                      | Версаль                |
| листопад                   | переформування           | переформування           | Група армій «D»                      | Ліваро                 |
| Панцергренадерська дивізія |                          |                          |                                      |                        |
| грудень                    | резерв                   | резерв                   | Група армій «D»                      | Ліваро                 |
| 1943                       |                          |                          |                                      |                        |
| лютий                      | резерв ОКГ               | резерв ОКГ               | Група армій «B»                      | Хрестище               |
| березень                   | тк СС                    | 4 ТА                     | Група армій «Південь»                | Харків                 |
| квітень                    | резерв                   | АГр «Кемпф»              | Група армій «Південь»                | Харків                 |
| травень                    | відновлення боєздатності | відновлення боєздатності | Група армій «Південь»                | Харків                 |
| липень                     | II тк СС                 | 4 ТА                     | Група армій «Південь»                | Бєлгород               |
| серпень                    | відновлення боєздатності | відновлення боєздатності | Група армій «B»                      | Північна Італія        |
| вересень                   | II тк СС                 | —                        | Група армій «B»                      | Північна Італія        |
| Танкова дивізія            |                          |                          |                                      |                        |
| 22 жовтня                  | II тк СС                 | —                        | Група армій «B»                      | Північна Італія        |
| листопад                   | XXXXVIII тк              | 4 ТА                     | Група армій «Південь»                | Вінниця                |
| 1944                       |                          |                          |                                      |                        |
| січень                     | XXXXVIII тк              | 4 ТА                     | Група армій «Південь»                | Вінниця                |
| лютий                      | —                        | 1 ТА                     | Група армій «Південь»                | Черкаси                |
| березень                   | —                        | 8 А                      | Група армій «A»                      | Черкаси                |
| квітень                    | XXIV тк                  | 1 ТА                     | Група армій «Північна Україна»       | Тарнопіль              |
| травень                    | відновлення боєздатності | відновлення боєздатності | ОКВ                                  | Бельгія                |
| 1 червня                   | резерв                   | 15 А                     | Група армій «B»                      | Гент                   |
| липень                     | I тк СС                  | ТГр «Захід»              | Група армій «B»                      | Кан                    |
| серпень                    | LXXX ак                  | 1 А                      | Група армій «B»                      | Кан                    |
| 1 жовтня                   | I тк СС                  | 7 А                      | Група армій «B»                      | Айфель                 |
| жовтень                    | LXVI ак                  | 7 А                      | Група армій «B»                      | Айфель                 |
| листопад                   | відновлення боєздатності | відновлення боєздатності | відновлення боєздатності             | Зігбург                |
| грудень                    | —                        | 6 ТА                     | Головнокомандування Вермахту «Захід» | Айфель                 |
| 1945                       |                          |                          |                                      |                        |
| січень                     | XXXIX тк                 | 5 ТА                     | Група армій «B»                      | Арденни                |
| лютий                      | тк «Фельдхернхалле»      | 8 А                      | Група армій «Південь»                | Угорщина               |
| березень                   | відновлення боєздатності | відновлення боєздатності | Група армій «Південь»                | Угорщина               |
| квітень                    | I тк СС                  | 6 ТА                     | Група армій «Південь»                | Австрія                |
| травень                    | I тк СС                  | 6 ТА                     | Група армій «Австрія»                | Австрія                |

## Бойовий склад Ляйбштандарте-СС «Адольф Гітлер»
Штабна охорона СС Берлін (нім. SS-Stabswache Berlin)
- 117 осіб персональної охорони Адольфа Гітлера

Ляйбштандарте-СС «Адольф Гітлер» (нім. Leibstandarte Adolf Hitler)
- 1-й батальйон
  - 1-ша рота
  - 2-га рота
  - кулеметна рота
- 2-й батальйон
  - 1-ша рота
  - 2-га рота
  - транспортна рота

Піхотний (моторизований) полк Ляйбштандарте-СС «Адольф Гітлер» (нім. Leibstandarte SS Adolf Hitler (mot))
- Штаб полку
- 1-й піхотний батальйон
  - 1-ша рота
  - 2-га рота
  - 3-тя рота
  - 4-та (кулеметна) рота
- 2-й піхотний батальйон
  - 5-та рота
  - 6-та рота
  - 7-ма рота
  - 8-ма (кулеметна) рота
- 3-й піхотний батальйон
  - 9-та рота
  - 10-та рота
  - 11-та рота
  - 12-та (кулеметна) рота
- 4-й вартовий батальйон (церемоніальних та гвардійських функцій)
- артилерійський дивізіон
- протитанкова артилерійська батарея
- розвідувальна рота
- мотоциклетна рота
- інженерна рота
- рота зв'язку

Піхотний (моторизований) полк Ляйбштандарте-СС «Адольф Гітлер» (нім. Infantry Regiment (mot) Leibstandarte SS Adolf Hitler)
- Штаб полку
- 1-й моторизований батальйон СС
- 2-й моторизований батальйон СС
- 3-й моторизований батальйон СС
- 4-й моторизований батальйон СС
- 5-й моторизований батальйон СС
- важкий моторизований батальйон СС
- зенітний дивізіон СС
- дивізіон штурмових гармат штурмгешуц СС
- інженерний батальйон СС
- розвідувальний батальйон СС

1-ша танкова дивізія Ляйбштандарте-СС «Адольф Гітлер» (нім. 1st SS Panzer Division Leibstandarte SS Adolf Hitler)
- Штаб дивізії
- 1-й танковий полк СС
  - 1-й танковий батальйон СС (67 «Пантер»)
  - 2-й танковий батальйон СС (103 Panzer IV)
- 1-й панцергренадерський полк СС
  - 1-й панцергренадерський батальйон СС
  - 2-й панцергренадерський батальйон СС
  - 3-й панцергренадерський батальйон СС
- 2-й панцергренадерський полк СС
  - 1-й панцергренадерський батальйон СС
  - 2-й панцергренадерський батальйон СС
  - 3-й панцергренадерський батальйон СС
- 1-й танковий розвідувальний батальйон СС
- 1-й дивізіон штурмових гармат (45 Sturmgeschütz III)
- 1-й артилерійський полк СС
  - 1-й артилерійський дивізіон СС (2 батареї × 105-мм САУ Wespe; 1 батарея × 150-мм САУ Sd.Kfz. 165 «Hummel»)
  - 2-й артилерійський дивізіон СС (2 батареї × 105-мм буксированих гармат)
  - 3-й артилерійський дивізіон СС (2 батареї × 150-мм буксированих гармат; 1 батарея × 100-мм польових гармат K 17)
- 1-й мінометний дивізіон СС «Небельверфер» (3 дивізіони × 150-мм буксированих РСЗВ)
- 1-й зенітний дивізіон СС (3 × 88-мм зенітні гармати FlaK 18/36/37/41; 2 × 37-мм зенітні гармати FlaK 43)
- 1-й самохідний саперний батальйон СС
- 1-й самохідний батальйон зв'язку СС
- 1-й самохідний ремонтний батальйон СС
- 1-й санітарний батальйон СС
- 1-й батальйон постачання СС
- 1-й батальйон управління СС

## Нагороджені дивізії

### Нагороджені Лицарським хрестом Залізного хреста
За час існування дивізії 53 особи її особового складу були нагороджені Лицарським хрестом Залізного хреста. «Ляйбштандарте» посідає друге місце (після 2-ї танкової дивізії СС «Дас Райх») за кількістю кавалерів Лицарського хреста.

### Нагороджені відзнаками
Нагороджені
Нагороджені Сертифікатом Пошани Головнокомандувача Сухопутних військ для військових формувань Вермахту за збитий літак противника
- 16 травня 1942 — 11-та рота «Ляйбштандарте» за дії 13 жовтня 1941 (91);
- 16 травня 1942 — 12-та рота «Ляйбштандарте» за дії 14 жовтня 1941 (92).

|  | Кавалери Нагрудного знаку ближнього бою в золоті                                                           | 16  |
|  | Кавалери Золотого Німецького Хреста                                                                        | 101 |
|  | Кавалери Срібного Німецького Хреста                                                                        | 2   |
|  | Кавалери Лицарського хреста Залізного хреста з дубовим листям та мечами                                    | 3   |
|  | Кавалери Лицарського хреста Залізного хреста з дубовим листям                                              | 10  |
|  | Кавалери Лицарського хреста Залізного хреста                                                               | 53  |
|  | Кавалери Почесної відзнаки Сухопутних військ «Почесна застібка на орденську стрічку для Сухопутних військ» | 14  |

- Нагороджені Сертифікатом Пошани Головнокомандувача Сухопутних військ за збитий літак противника (1)